# Grande-Bretagne aux Jeux olympiques d'été de 2024
La Grande-Bretagne participe aux Jeux olympiques de 2024 à Paris. Il s'agit de sa 30e participation à des Jeux olympiques d'été.
Le plongeur Tom Daley et la rameuse d'aviron Helen Glover sont nommés porte-drapeaux de la délégation britannique.

## Nombre d’athlètes qualifiés par sport
Voici la liste des qualifiés et sélectionnés britanniques par sport (remplaçants compris) :
| Sport               | Hommes | Femmes | Total |
| ------------------- | ------ | ------ | ----- |
| Athlétisme          | 29     | 34     | 63    |
| Aviron              | 20     | 22     | 42    |
| Badminton           | 2      | 1      | 3     |
| Boxe                | 3      | 3      | 6     |
| Canoë-kayak         | 2      | 2      | 4     |
| Cyclisme            | 15     | 15     | 30    |
| Équitation          | 4      | 5      | 9     |
| Escalade            | 2      | 2      | 4     |
| Golf                | 2      | 2      | 4     |
| Gymnastique         | 6      | 7      | 13    |
| Haltérophilie       | 0      | 1      | 1     |
| Hockey sur gazon    | 16     | 16     | 32    |
| Judo                | 0      | 5      | 5     |
| Natation sportive   | 19     | 14     | 33    |
| Natation artistique | 0      | 2      | 2     |
| Pentathlon moderne  | 2      | 2      | 4     |
| Plongeon            | 6      | 5      | 11    |
| Rugby à sept        | 0      | 12     | 12    |
| Skateboard          | 1      | 2      | 3     |
| Taekwondo           | 2      | 2      | 4     |
| Tennis              | 6      | 2      | 8     |
| Tennis de table     | 1      | 1      | 2     |
| Tir                 | 3      | 3      | 6     |
| Tir à l'arc         | 3      | 3      | 6     |
| Triathlon           | 2      | 3      | 5     |
| Voile               | 7      | 7      | 14    |
| Total               | 153    | 174    | 327   |

## Bilan général
| Sport               | Médaille d'or, Jeux olympiques | Médaille d'argent, Jeux olympiques | Médaille de bronze, Jeux olympiques | Total | Rang pays |
| ------------------- | ------------------------------ | ---------------------------------- | ----------------------------------- | ----- | --------- |
| Aviron              | 3                              | 2                                  | 3                                   | 8     | 2e        |
| Cyclisme            | 2                              | 5                                  | 4                                   | 11    | 5e        |
| Équitation          | 2                              | 0                                  | 3                                   | 5     | 2e        |
| Athlétisme          | 1                              | 4                                  | 5                                   | 10    | 7e        |
| Natation            | 1                              | 4                                  | 0                                   | 5     | 9e        |
| Tir                 | 1                              | 1                                  | 0                                   | 2     | 5e        |
| Gymnastique         | 1                              | 0                                  | 2                                   | 3     | 6e        |
| Triathlon           | 1                              | 0                                  | 2                                   | 3     | 1er       |
| Voile               | 1                              | 0                                  | 1                                   | 2     | 6e        |
| Escalade            | 1                              | 0                                  | 0                                   | 1     | 2e        |
| Canoë-kayak         | 0                              | 2                                  | 2                                   | 4     | 10e       |
| Plongeon            | 0                              | 1                                  | 4                                   | 5     | 2e        |
| Golf                | 0                              | 1                                  | 0                                   | 1     | 2e        |
| Natation artistique | 0                              | 1                                  | 0                                   | 1     | 2e        |
| Taekwondo           | 0                              | 1                                  | 0                                   | 1     | 9e        |
| Boxe                | 0                              | 0                                  | 1                                   | 1     | 20e       |
| Haltérophilie       | 0                              | 0                                  | 1                                   | 1     | 16e       |
| Skateboard          | 0                              | 0                                  | 1                                   | 1     | 5e        |
| Total               | 14                             | 22                                 | 29                                  | 65    | 7e        |

| Jour  | Date       | Médaille d'or, Jeux olympiques | Médaille d'argent, Jeux olympiques | Médaille de bronze, Jeux olympiques | Total |
| ----- | ---------- | ------------------------------ | ---------------------------------- | ----------------------------------- | ----- |
| 1     | 27 juillet | 0                              | 1                                  | 1                                   | 2     |
| 2     | 28 juillet | 0                              | 1                                  | 1                                   | 2     |
| 3     | 29 juillet | 2                              | 3                                  | 1                                   | 6     |
| 4     | 30 juillet | 2                              | 0                                  | 0                                   | 2     |
| 5     | 31 juillet | 2                              | 1                                  | 2                                   | 5     |
| 6     | 1er août   | 0                              | 1                                  | 2                                   | 3     |
| 7     | 2 août     | 3                              | 3                                  | 1                                   | 7     |
| 8     | 3 août     | 1                              | 0                                  | 5                                   | 6     |
| 9     | 4 août     | 0                              | 2                                  | 2                                   | 4     |
| 10    | 5 août     | 2                              | 1                                  | 2                                   | 5     |
| 11    | 6 août     | 0                              | 2                                  | 2                                   | 4     |
| 12    | 7 août     | 0                              | 2                                  | 1                                   | 3     |
| 13    | 8 août     | 1                              | 0                                  | 1                                   | 2     |
| 14    | 9 août     | 1                              | 3                                  | 2                                   | 6     |
| 15    | 10 août    | 0                              | 2                                  | 4                                   | 6     |
| 16    | 11 août    | 0                              | 0                                  | 2                                   | 2     |
| Total | Total      | 14                             | 22                                 | 29                                  | 65    |

| Sexe   | Médaille d'or, Jeux olympiques | Médaille d'argent, Jeux olympiques | Médaille de bronze, Jeux olympiques | Total |
| ------ | ------------------------------ | ---------------------------------- | ----------------------------------- | ----- |
| Hommes | 7                              | 15                                 | 9                                   | 31    |
| Femmes | 6                              | 7                                  | 17                                  | 30    |
| Mixte  | 1                              | 0                                  | 3                                   | 4     |
| Total  | 14                             | 22                                 | 29                                  | 65    |

## Médaillés
Légende
- Hommes
- Femmes
- Mixte

### Médailles d'or
| Sport              | Discipline / Épreuve        | Discipline / Épreuve                          | Athlète(s) | Performance                                                | Date        |
| ------------------ | --------------------------- | --------------------------------------------- | --- | ---------------------------------------------------------- | ----------- |
| Équitation         | Concours complet par équipe | Compétition mixte (hommes et femmes mélangés) | Laura Collett Tom McEwen Rosalind Canter                                                                              | 91,30 points                                               | 29 juillet  |
| VTT                | Cross-country               | Compétition masculine                         | Tom Pidcock | 1 h 26 min 22 s                                            | 29 juillet  |
| Tir                | Fosse                       | Compétition masculine                         | Nathan Hales | 48 points                                                  | 30 juillet  |
| Natation           | Relais 4 x 200 m nage libre | Compétition masculine                         | James Guy Thomas Dean Matthew Richards Duncan Scott                                                                   | 6 min 59 s 43                                              | 30 juillet  |
| Triathlon          | Hommes                      | Compétition masculine                         | Alex Yee | 1 h 43 min 33 s                                            | 31 juillet  |
| Aviron             | Quatre de couple            | Compétition féminine                          | Lauren Henry Hannah Scott Lola Anderson Georgina Brayshaw                                                             | 6 min 16 s 31                                              | 31 juillet  |
| Aviron             | Deux de couple poids léger  | Compétition féminine                          | Emily Craig Imogen Grant                                                                                              | 6 min 47 s 06                                              | 2 août      |
| Trampoline         | Concours féminin            | Compétition féminine                          | Bryony Page | 56,480 points                                              | 2 août      |
| Équitation         | Saut d'obstacles par équipe | Compétition masculine                         | Ben Maher Harry Charles Scott Brash                                                                                   | 237 s 47 et 2 points de pénalité                           | 2 août      |
| Aviron             | Huit                        | Compétition masculine                         | Sholto Carnegie Rory Gibbs Morgan Bolding Jacob Dawson Charles Elwes Tom Digby James Rudkin Tom Ford Harry Brightmore | 5 min 22 s 88                                              | 3 août 2024 |
| Cyclisme sur piste | Vitesse par équipe          | Compétition féminine                          | Katy Marchant Sophie Capewell Emma Finucane                                                                           | Victoire contre Nouvelle-Zélande en 45 s 186 (59,753 km/h) | 5 août      |
| Athlétisme         | 800 m                       | Compétition féminine                          | Keely Hodgkinson | 1 min 56 s 72                                              | 5 août      |
| Voile              | Formula Kite                | Compétition féminine                          | Eleanor Aldridge | 6 min 35 s                                                 | 8 août      |
| Escalade           | Combiné                     | Compétition masculine                         | Toby Roberts | 155,2 pointts                                              | 9 août      |

### Médailles d'argent
| Sport               | Discipline / Épreuve        | Discipline / Épreuve  | Athlète(s)                                                           | Performance                        | Date       |
| ------------------- | --------------------------- | --------------------- | -------------------------------------------------------------------- | ---------------------------------- | ---------- |
| Cyclisme sur route  | Contre la montre individuel | Compétition féminine  | Anna Henderson                                                       | 41 min 9 s 83                      | 27 juillet |
| Natation            | 100m brasse                 | Compétition masculine | Adam Peaty                                                           | 59 s 05                            | 28 juillet |
| Plongeon            | Haut-vol 10m synchronisé    | Compétition masculine | Noah Williams Tom Daley                                              | 463,44 points                      | 29 juillet |
| Canoë-kayak         | Slalom (C1)                 | Compétition masculine | Adam Burgess                                                         | 91 s 36                            | 29 juillet |
| Natation            | 200 m nage libre            | Compétition masculine | Matthew Richards                                                     | 1 min 44 s 74                      | 29 juillet |
| Cyclisme - BMX      | Freestyle                   | Compétition masculine | Kieran Reilly                                                        | 93,91 points                       | 31 juillet |
| Aviron              | Quatre de pointe            | Compétition féminine  | Helen Glover Esme Booth Samantha Redgrave Rebecca Shorten            | 6 min 27 s 31                      | 1er août   |
| Aviron              | Deux sans barreur           | Compétition masculine | Oliver Wynne-Griffith Thomas George                                  | 6 min 24 s 11                      | 2 août     |
| Natation            | 50 m nage libre             | Compétition masculine | Benjamin Proud                                                       | 21 s 30                            | 2 août     |
| Natation            | 200 m 4 nages               | Compétition masculine | Duncan Scott                                                         | 1 min 55 s 31                      | 2 août     |
| Golf                | Épreuve masculine           | Compétition masculine | Tommy Fleetwood                                                      | 266 points (-18)                   | 4 août     |
| Tir                 | Skeet                       | Compétition féminine  | Amber Jo Rutter                                                      | 55 points + 6 tirs de barrage      | 4 août     |
| Canoë-kayak         | Kayak Cross (KX1)           | Compétition masculine | Joseph Clarke                                                        | 2e                                 | 5 août     |
| Cyclisme sur piste  | Vitesse par équipes         | Compétition masculine | Ed Lowe Hamish Turnbull Jack Carlin                                  | 41 s 814                           | 6 août     |
| Athlétisme          | 1 500 m                     | Compétition masculine | Josh Kerr                                                            | 3 min 27 s 79                      | 6 août     |
| Cyclisme sur piste  | Poursuite par équipes       | Compétition masculine | Ethan Hayter Charlie Tanfield Daniel Bigham Ethan Vernon Oliver Wood | 3 min 44 s 394                     | 7 août     |
| Athlétisme          | 400 m                       | Compétition masculine | Matthew Hudson-Smith                                                 | 43 s 44                            | 7 août     |
| Cyclisme sur piste  | Madison                     | Compétition féminine  | Elinor Barker Neah Evans                                             | 31 points                          | 9 août     |
| Athlétisme          | Heptathlon                  | Compétition féminine  | Katarina Johnson-Thompson                                            | 6 844 points                       | 9 août     |
| Athlétisme          | Relais 4 x 100 m            | Compétition féminine  | Dina Asher-Smith Imani-Lara Lansiquot Amy Hunt Daryll Neita          | 41 s 85                            | 9 août     |
| Natation artistique | Duo                         | Compétition féminine  | Kate Shortman Isabelle Thorpe                                        | 558,53367 points                   | 10 août    |
| Taekwondo           | Plus de 80 kg               | Compétition masculine | Caden Cunningham                                                     | Défaite de 2-1 contre Arian Salimi | 10 août    |

### Médailles de bronze
| Sport                  | Discipline / Épreuve            | Discipline / Épreuve                          | Athlète(s) | Performance                            | Date       |
| ---------------------- | ------------------------------- | --------------------------------------------- | --- | -------------------------------------- | ---------- |
| Plongeon               | Tremplin à 3 mètres synchronisé | Compétition féminine                          | Yasmin Harper Scarlett Mew Jensen                                                                                             | 302,28 points                          | 27 juillet |
| Canoë-kayak            | Kayak monoplace (K1)            | Compétition féminine                          | Kimberley Woods | 98 s 94                                | 28 juillet |
| Équitation             | Concours complet individuel     | Compétition féminine                          | Laura Collet | 23,10 points                           | 29 juillet |
| Plongeon               | Haut-vol 10m synchronisé        | Compétition féminine                          | Andrea Spendolini-Sirieix Lois Toulson                                                                                        | 304,38 points                          | 31 juillet |
| Triathlon              | Femmes                          | Compétition féminine                          | Beth Potter | 1 h 55 min 16 s                        | 31 juillet |
| Aviron                 | Deux de couple                  | Compétition féminine                          | Mathilda Hodgkins Byrne Rebecca Wilde                                                                                         | 6 min 53 s 22                          | 1er août   |
| Aviron                 | Quatre sans barreur             | Compétition masculine                         | Matt Aldridge David Ambler Freddie Davidson Oliver Wilkes                                                                     | 5 min 52 s 42                          | 1er août   |
| Plongeon               | Tremplin à 3 mètres synchronisé | Compétition masculine                         | Jack Laugher Anthony Harding                                                                                                  | 438,15 points                          | 2 août     |
| Voile                  | IQFoil                          | Compétition féminine                          | Emma Wilson | 3,5 points                             | 3 août     |
| Équitation             | Dressage par équipe             | Compétition mixte (hommes et femmes mélangés) | Charlotte Fry Carl Hester Becky Moody                                                                                         | 232,492 points                         | 3 août     |
| Gymnastique artistique | Sol                             | Compétition masculine                         | Jake Jarman | 14,933 points                          | 3 août     |
| Aviron                 | Huit                            | Compétition féminine                          | Heidi Long Rowan McKellar Holly Dunford Emily Ford Lauren Irwin Eve Stewart Harriet Taylor Annie Campbell-Orde Henry Fieldman | 5 min 59 s 51                          | 3 août     |
| Athlétisme             | Relais 4 x 400 m mixte          | Compétition mixte (hommes et femmes mélangés) | Vernon Norwood Shamier Little Bryce Deadmon Kaylyn Brown                                                                      | 3 min 7 s 74                           | 3 août     |
| Équitation             | Dressage individuel             | Compétition féminine                          | Charlotte Fry | 88,971 points                          | 4 août     |
| Gymnastique artistique | Saut à cheval                   | Compétition masculine                         | Harry Hepworth | 14,949 points                          | 4 août     |
| Triathlon              | Relais mixte                    | Compétition mixte (hommes et femmes mélangés) | Alex Yee Georgia Taylor-Brown Sam Dickinson Beth Potter                                                                       | 1 h 25 min 40 s                        | 5 août     |
| Canoë-kayak            | Kayak Cross (KX1)               | Compétition féminine                          | Kimberley Woods | 3 points                               | 5 août     |
| Skateboard             | Park                            | Compétition féminine                          | Sky Brown | 91,31 points                           | 6 août     |
| Boxe                   | Poids welters (- 71 kg)         | Compétition masculine                         | Lewis Richardson | Défaite 3-2 contre Marco Verde         | 6 août     |
| Cyclisme sur piste     | Keirin                          | Compétition féminine                          | Emma Finucane | 3e                                     | 8 août     |
| Cyclisme sur piste     | Vitesse individuelle            | Compétition masculine                         | Jack Carlin | Victoire 2-1 contre Jeffrey Hoogland   | 9 août     |
| Cyclisme sur piste     | Poursuite par équipes           | Compétition féminine                          | Elinor Barker Josie Knight Anna Morris Jessica Roberts                                                                        | 4 min 6 s 382                          | 9 août     |
| Athlétisme             | Relais 4 x 100 m                | Compétition masculine                         | Jeremiah Azu Louie Hinchliffe Nethaneel Mitchell-Blake Zharnel Hughes                                                         | 37 s 61                                | 9 août     |
| Plongeon               | Haut-vol 10m                    | Compétition masculine                         | Noah Williams | 497,35 points                          | 10 août    |
| Athlétisme             | Relais 4 x 400 m                | Compétition masculine                         | Alex Haydock-Wilson Matthew Hudson-Smith Lewis Davey Charles Dobson                                                           | 2 min 55 s 83                          | 10 août    |
| Athlétisme             | 1 500 m                         | Compétition féminine                          | Georgia Bell | 3 min 52 s 61                          | 10 août    |
| Athlétisme             | Relais 4 x 400 m                | Compétition féminine                          | Yemi Mary John Hannah Kelly Jodie Williams Lina Nielsen                                                                       | 3 min 19 s 72                          | 10 août    |
| Haltérophilie          | Plus de 81 kg                   | Compétition féminine                          | Emily Campbell | 288 kg                                 | 11 août    |
| Cyclisme sur piste     | Vitesse individuelle            | Compétition féminine                          | Emma Finucane | Voictoire 2-0 contre Hetty van de Wouw | 11 août    |

## Résultats

### Athlétisme
Légende
- Note : Les classements attribués pour les épreuves sur piste concernent uniquement la série des athlètes
- Q : Qualifié(e) pour le tour suivant
- q : Qualifié(e) pour le tour suivant à la place (courses) ou au minima (concours)
- qR : Progresse au tour suivant par décision du juge arbitre
- R : Qualifié(e) pour le Repêchage
- RN : Record national
- AR : Record continental (area record)

#### Hommes
| Athlète(s) | Épreuve          | Premier tour (ou tour préliminaire) | Premier tour (ou tour préliminaire) | Repêchage (ou premier tour) | Repêchage (ou premier tour) | Demi-finale   | Demi-finale | Finale           | Finale                              |
| Athlète(s) | Épreuve          | Temps                               | Rang                                | Temps                       | Rang                        | Temps         | Rang        | Temps            | Rang                                |
| --- | ---------------- | ----------------------------------- | ----------------------------------- | --------------------------- | --------------------------- | ------------- | ----------- | ---------------- | ----------------------------------- |
| Jeremiah Azu | 100 m            | DSQ                                 | DSQ                                 | Éliminé                     | Éliminé                     | Éliminé       | Éliminé     | Éliminé          | Éliminé                             |
| Louie Hinchliffe | 100 m            | 9 s 98                              | 1 Q                                 | Exempté                     | Exempté                     | 9 s 97        | 3e          | Éliminé          | Éliminé                             |
| Zharnel Hughes | 100 m            | 10 s 03                             | 3 Q                                 | Exempté                     | Exempté                     | 10 s 01       | 6e          | Éliminé          | Éliminé                             |
| Zharnel Hughes | 200 m            | DNS                                 | DNS                                 | Éliminé                     | Éliminé                     | Éliminé       | Éliminé     | Éliminé          | Éliminé                             |
| Charlie Dobson | 400 m            | 44 s 96                             | 1 Q                                 | Exempté                     | Exempté                     | 44 s 48       | 4e          | Éliminé          | Éliminé                             |
| Matthew Hudson-Smith | 400 m            | 44 s 78                             | 1 Q                                 | Exempté                     | Exempté                     | 44 s 07       | 1 Q         | 43 s 44 AR       | Médaille d'argent, Jeux olympiques  |
| Max Burgin | 800 m            | 1 min 45 s 36                       | 3 Q                                 | Exempté                     | Exempté                     | 1 min 43 s 50 | 3 q         | 1 min 43 s 84    | 8e                                  |
| Elliot Giles | 800 m            | 1 min 45 s 93                       | 2 Q                                 | Exempté                     | Exempté                     | 1 min 45 s 46 | 5e          | Éliminé          | Éliminé                             |
| Ben Pattison | 800 m            | 1 min 45 s 56                       | 1 Q                                 | Exempté                     | Exempté                     | 1 min 45 s 57 | 4e          | Éliminé          | Éliminé                             |
| Neil Gourley | 1 500 m          | 3 min 37 s 18                       | 5 Q                                 | Exempté                     | Exempté                     | 3 min 32 s 11 | 3 Q         | 3 min 30 s 88    | 10e                                 |
| Josh Kerr | 1 500 m          | 3 min 35 s 83                       | 1 Q                                 | Exempté                     | Exempté                     | 3 min 32 s 46 | 2 Q         | 3 min 27 s 79 RN | Médaille d'argent, Jeux olympiques  |
| George Mills | 1 500 m          | 3 min 35 s 99                       | 10 R                                | 3 min 33 s 56               | 3 Q                         | 3 min 37 s 12 | 11e         | Éliminé          | Éliminé                             |
| Sam Atkin | 5 000 m          | 14 min 2 s 46                       | 18e                                 | Non disputé                 | Non disputé                 | Non disputé   | Non disputé | Éliminé          | Éliminé                             |
| Patrick Dever | 5 000 m          | 14 min 13 s 48                      | 13e                                 | Non disputé                 | Non disputé                 | Non disputé   | Non disputé | Éliminé          | Éliminé                             |
| George Mills | 5 000 m          | 14 min 37 s 34                      | 18 qR                               | Non disputé                 | Non disputé                 | Non disputé   | Non disputé | 13 min 32 s 32   | 21e                                 |
| Tade Ojora | 110 m haies      | 13 s 35                             | 4 Q                                 | Exempté                     | Exempté                     | 13 s 47       | 7e          | Éliminé          | Éliminé                             |
| Alastair Chalmers | 400 m haies      | 48 s 98                             | 3 Q                                 | Exempté                     | Exempté                     | 56 s 52       | 8e          | Éliminé          | Éliminé                             |
| Jeremiah Azu Louie Hinchliffe Zharnel Hughes Richard Kilty (s) Nethaneel Mitchell-Blake                                            | Relais 4 × 100 m | 38 s 04                             | 3 Q                                 | Non disputé                 | Non disputé                 | Non disputé   | Non disputé | 37 s 61          | Médaille de bronze, Jeux olympiques |
| Lewis Davey Charlie Dobson Toby Harries (s) Alex Haydock-Wilson Matthew Hudson-Smith Sam Reardon (s) Ben Jefferies (n'a pas couru) | Relais 4 × 400 m | 2 min 58 s 88                       | 2 Q                                 | Non disputé                 | Non disputé                 | Non disputé   | Non disputé | 2 min 55 s 83 AR | Médaille de bronze, Jeux olympiques |
| Emile Cairess | Marathon         | Non disputé                         | Non disputé                         | Non disputé                 | Non disputé                 | Non disputé   | Non disputé | 2 h 7 min 29 s   | 4e                                  |
| Mahamed Mahamed | Marathon         | Non disputé                         | Non disputé                         | Non disputé                 | Non disputé                 | Non disputé   | Non disputé | 2 h 15 min 19 s  | 57e                                 |
| Philip Sesemann | Marathon         | Non disputé                         | Non disputé                         | Non disputé                 | Non disputé                 | Non disputé   | Non disputé | 2 h 13 min 8 s   | 46e                                 |
| Callum Wilkinson | 20 km marche     | Non disputé                         | Non disputé                         | Non disputé                 | Non disputé                 | Non disputé   | Non disputé | 1 h 20 min 31 s  | 16e                                 |

| Athlète             | Épreuve          | Qualification | Qualification | Finale      | Finale  |
| Athlète             | Épreuve          | Performance   | Rang          | Performance | Rang    |
| ------------------- | ---------------- | ------------- | ------------- | ----------- | ------- |
| Jacob Fincham-Dukes | Saut en longueur | 7,69 m        | 8 q           | 8,14 m      | 5e      |
| Scott Lincoln       | Lancer du poids  | 19,69 m       | 21e           | Éliminé     | Éliminé |
| Lawrence Okoye      | Lancer du disque | 61,17 m       | 24e           | Éliminé     | Éliminé |
| Nick Percy          | Lancer du disque | 61,81 m       | 20e           | Éliminé     | Éliminé |

#### Femmes
| Athlète(s) | Épreuve          | Premier tour (ou tour préliminaire) | Premier tour (ou tour préliminaire) | Repêchage (ou premier tour) | Repêchage (ou premier tour) | Demi-finale   | Demi-finale | Finale           | Finale                              |
| Athlète(s) | Épreuve          | Temps                               | Rang                                | Temps                       | Rang                        | Temps         | Rang        | Temps            | Rang                                |
| --- | ---------------- | ----------------------------------- | ----------------------------------- | --------------------------- | --------------------------- | ------------- | ----------- | ---------------- | ----------------------------------- |
| Dina Asher-Smith | 100 m            | 11 s 01                             | 2 Q                                 | Exemptée                    | Exemptée                    | 11 s 10       | 5e          | Éliminée         | Éliminée                            |
| Imani-Lara Lansiquot | 100 m            | 11 s 10                             | 3 Q                                 | Exemptée                    | Exemptée                    | 11 s 21       | 5e          | Éliminée         | Éliminée                            |
| Daryll Neita | 100 m            | 10 s 92                             | 1 Q                                 | Exemptée                    | Exemptée                    | 10 s 97       | 2 Q         | 10 s 96          | 4e                                  |
| Dina Asher-Smith | 200 m            | 22 s 28                             | 2 Q                                 | Exemptée                    | Exemptée                    | 22 s 31       | 2 Q         | 22 s 22          | 4e                                  |
| Daryll Neita | 200 m            | 22 s 39                             | 1 Q                                 | Exemptée                    | Exemptée                    | 22 s 24       | 2 Q         | 22 s 23          | 5e                                  |
| Bianca Williams | 200 m            | 22 s 77                             | 3 Q                                 | Exemptée                    | Exemptée                    | 22 s 58       | 4e          | Éliminée         | Éliminée                            |
| Amber Anning | 400 m            | 49 s 68                             | 1 Q                                 | Exemptée                    | Exemptée                    | 49 s 47       | 2 Q         | 49 s 29 RN       | 5e                                  |
| Laviai Nielsen | 400 m            | 50 s 36                             | 2 Q                                 | Exemptée                    | Exemptée                    | 50 s 69       | 3e          | Éliminée         | Éliminée                            |
| Victoria Ohuruogu | 400 m            | 50 s 93                             | 4 R                                 | 50 s 59                     | 1 Q                         | 51 s 14       | 5e          | Éliminée         | Éliminée                            |
| Phoebe Gill | 800 m            | 1 min 58 s 83                       | 3 Q                                 | Exemptée                    | Exemptée                    | 1 min 58 s 47 | 4e          | Éliminée         | Éliminée                            |
| Keely Hodgkinson | 800 m            | 1 min 59 s 31                       | 1 Q                                 | Exemptée                    | Exemptée                    | 1 min 56 s 86 | 1 Q         | 1 min 56 s 72    | Médaille d'or, Jeux olympiques      |
| Jemma Reekie | 800 m            | 2 min 0 s 00                        | 1 Q                                 | Exemptée                    | Exemptée                    | 1 min 58 s 01 | 5e          | Éliminée         | Éliminée                            |
| Georgia Bell | 1 500 m          | 4 min 0 s 29                        | 2 Q                                 | Exemptée                    | Exemptée                    | 3 min 59 s 49 | 2 Q         | 3 min 52 s 61 RN | Médaille de bronze, Jeux olympiques |
| Laura Muir | 1 500 m          | 3 min 58 s 91                       | 2 Q                                 | Exemptée                    | Exemptée                    | 3 min 59 s 83 | 4 Q         | 3 min 53 s 37    | 5e                                  |
| Revée Walcott-Nolan | 1 500 m          | 4 min 6 s 44                        | 8 R                                 | 4 min 6 s 73                | 2 Q                         | 3 min 58 s 08 | 9e          | Éliminée         | Éliminée                            |
| Megan Keith | 10 000 m         | Non disputé                         | Non disputé                         | Non disputé                 | Non disputé                 | Non disputé   | Non disputé | 33 min 19 s 92   | 23e                                 |
| Eilish McColgan | 10 000 m         | Non disputé                         | Non disputé                         | Non disputé                 | Non disputé                 | Non disputé   | Non disputé | 31 min 20 s 51   | 15e                                 |
| Cindy Sember | 100 m haies      | 12 s 72                             | 2 Q                                 | Exemptée                    | Exemptée                    | NPT           | NPT         | Éliminée         | Éliminée                            |
| Jessie Knight | 400 m haies      | 55 s 39                             | 5 R                                 | 55 s 10                     | 2 Q                         | 54 s 90       | 6e          | Éliminée         | Éliminée                            |
| Lina Nielsen | 400 m haies      | 54 s 65                             | 2 Q                                 | Exemptée                    | Exemptée                    | 1 min 22 s 23 | 8e          | Éliminée         | Éliminée                            |
| Lizzie Bird | 3 000 m steeple  | 9 min 16 s 46                       | 4 Q                                 | Non disputé                 | Non disputé                 | Non disputé   | Non disputé | 9 min 4 s 35 RN  | 7e                                  |
| Aimee Pratt | 3 000 m steeple  | 9 min 27 s 26                       | 11e                                 | Non disputé                 | Non disputé                 | Non disputé   | Non disputé | Éliminée         | Éliminée                            |
| Dina Asher-Smith Desirèe Henry (s) Amy Hunt Imani-Lara Lansiquot Daryll Neita Bianca Williams (s)                                    | Relais 4 × 100 m | 42 s 03                             | 1 Q                                 | Non disputé                 | Non disputé                 | Non disputé   | Non disputé | 41 s 85          | Médaille d'argent, Jeux olympiques  |
| Amber Anning Yemi Mary John (s) Hannah Kelly (s) Laviai Nielsen Lina Nielsen (s) Victoria Ohuruogu Jodie Williams (s) Nicole Yeargin | Relais 4 × 400 m | 3 min 24 s 72 SB                    | 2 Q                                 | Non disputé                 | Non disputé                 | Non disputé   | Non disputé | 3 min 19 s 72 RN | Médaille de bronze, Jeux olympiques |
| Clara Evans | Marathon         | Non disputé                         | Non disputé                         | Non disputé                 | Non disputé                 | Non disputé   | Non disputé | 2 h 33 min 1 s   | 46e                                 |
| Rose Harvey | Marathon         | Non disputé                         | Non disputé                         | Non disputé                 | Non disputé                 | Non disputé   | Non disputé | 2 h 51 min 3 s   | 78e                                 |
| Calli Hauger-Thackery | Marathon         | Non disputé                         | Non disputé                         | Non disputé                 | Non disputé                 | Non disputé   | Non disputé | NPT              | —                                   |

| Athlète        | Épreuve          | Qualification | Qualification | Finale      | Finale   |
| Athlète        | Épreuve          | Performance   | Rang          | Performance | Rang     |
| -------------- | ---------------- | ------------- | ------------- | ----------- | -------- |
| Morgan Lake    | Saut en hauteur  | 1,88 m        | 15e           | Éliminée    | Éliminée |
| Holly Bradshaw | Saut à la perche | 4,20 m        | 29e           | Éliminée    | Éliminée |
| Molly Caudery  | Saut à la perche | NM            | NM            | Éliminée    | Éliminée |

| Athlète                   | Épreuve  | 100 m H | SH     | LP      | 200 m   | SL     | LJ      | 800 m         | Total | Rang                               |
| ------------------------- | -------- | ------- | ------ | ------- | ------- | ------ | ------- | ------------- | ----- | ---------------------------------- |
| Katarina Johnson-Thompson | Résultat | 13 s 40 | 1,92 m | 14,44 m | 23 s 44 | 6,40 m | 45,49 m | 2 min 4 s 90  | 6 844 | Médaille d'argent, Jeux olympiques |
| Katarina Johnson-Thompson | Points   | 1065    | 1132   | 823     | 1035    | 975    | 773     | 1041          | 6 844 | Médaille d'argent, Jeux olympiques |
| Jade O'Dowda              | Résultat | 13 s 53 | 1,80 m | 13,10 m | 24 s 97 | 6,33 m | 44,05 m | 2 min 12 s 12 | 6 280 | 10e                                |
| Jade O'Dowda              | Points   | 1046    | 978    | 734     | 890     | 953    | 745     | 934           | 6 280 | 10e                                |

#### Mixte
| Athlètes                                                                   | Épreuve          | Premier tour  | Premier tour | Finale          | Finale                              |
| Athlètes                                                                   | Épreuve          | Temps         | Rang         | Temps           | Rang                                |
| -------------------------------------------------------------------------- | ---------------- | ------------- | ------------ | --------------- | ----------------------------------- |
| Sam Reardon Laviai Nielsen Alex Haydock-Wilson Amber Anning Nicole Yeargin | Relais 4 × 400 m | 3 min 10 s 61 | 1er Q        | 3 min 8 s 01 NR | Médaille de bronze, Jeux olympiques |

### Aviron
Légende
- FA : Finale A (médaille)
- FB: Finale B (pas de médaille)
- FC : Finale C (pas de médaille)
- FD : Finale D (pas de médaille)
- FE : Finale E (pas de médaille)
- FF : Finale F (pas de médaille)
- SA/B: Demi-finale A/B
- SC/D : Demi-finale C/D
- SE/F : Demi-finale E/F
- QF : Quart de finale
- R : Repêchage

| Athlète(s) | Compétition         | Série         | Série  | Repêchage | Repêchage | Demi-finale   | Demi-finale | Finale        | Finale                              |
| Athlète(s) | Compétition         | Temps         | Rang   | Temps     | Rang      | Temps         | Rang        | Temps         | Rang                                |
| --- | ------------------- | ------------- | ------ | --------- | --------- | ------------- | ----------- | ------------- | ----------------------------------- |
| Ollie Wynne-Griffith Tom George                                                                                                 | Deux sans barreur   | 6 min 33 s 88 | 1 SA/B | Exemptés  | Exemptés  | 6 min 31 s 56 | 2 FA        | 6 min 24 s 11 | Médaille d'argent, Jeux olympiques  |
| Oli Wilkes David Ambler Matt Aldridge Freddie Davidson                                                                          | Quatre sans barreur | 6 min 5 s 63  | 2 FA   | Exemptés  | Exemptés  | Non disputé   | Non disputé | 5 min 52 s 42 | Médaille de bronze, Jeux olympiques |
| Tom Barras Callum Dixon Matt Haywood Graeme Thomas                                                                              | Quatre de couple    | 5 min 44 s 82 | 2 FA   | Exemptés  | Exemptés  | Non disputé   | Non disputé | 5 min 46 s 51 | 4e                                  |
| Sholto Carnegie Rory Gibbs Morgan Bolding Jacob Dawson Charlie Elwes Tom Digby James Rudkin Tom Ford Harry Brightmore (barreur) | Huit                | 5 min 37 s 04 | 1 FA   | Exemptés  | Exemptés  | Non disputé   | Non disputé | 5 min 22 s 88 | Médaille d'or, Jeux olympiques      |

| Athlète(s) | Compétition                | Série         | Série  | Repêchage     | Repêchage | Demi-finale   | Demi-finale | Finale        | Finale                              |
| Athlète(s) | Compétition                | Temps         | Rang   | Temps         | Rang      | Temps         | Rang        | Temps         | Rang                                |
| --- | -------------------------- | ------------- | ------ | ------------- | --------- | ------------- | ----------- | ------------- | ----------------------------------- |
| Chloe Brew Rebecca Edwards | Deux sans barreur          | 7 min 29 s 70 | 4 R    | 7 min 37 s 11 | 3 SA/B    | 7 min 28 s 76 | 5 FB        | 7 min 16 s 02 | 12e                                 |
| Becky Wilde Mathilda Hodgkins-Byrne | Deux de couple             | 6 min 52 s 31 | 2 SA/B | Exemptées     | Exemptées | 6 min 51 s 82 | 2 FA        | 6 min 53 s 22 | Médaille de bronze, Jeux olympiques |
| Emily Craig Imogen Grant | Deux de couple poids léger | 7 min 4 s 20  | 1 SA/B | Exemptées     | Exemptées | 6 min 59 s 79 | 1 FA        | 6 min 47 s 06 | Médaille d'or, Jeux olympiques      |
| Helen Glover Esme Booth Sam Redgrave Rebecca Shorten                                                                                   | Quatre de couple           | 6 min 42 s 57 | 1 FA   | Exemptées     | Exemptées | Non disputé   | Non disputé | 6 min 27 s 31 | Médaille d'argent, Jeux olympiques  |
| Lauren Henry Hannah Scott Lola Anderson Georgie Brayshaw                                                                               | Quatre sans barreur        | 6 min 13 s 35 | 1 FA   | Exemptées     | Exemptées | Non disputé   | Non disputé | 6 min 16 s 31 | Médaille d'or, Jeux olympiques      |
| Heidi Long Rowan McKellar Holly Dunford Emily Ford Lauren Irwin Eve Stewart Hattie Taylor Annie Campbell-Orde Henry Fieldman (barreur) | Huit                       | 6 min 16 s 20 | 1 FA   | Exemptées     | Exemptées | Non disputé   | Non disputé | 5 min 59 s 51 | Médaille de bronze, Jeux olympiques |

### Badminton
Légende
- V : Victoire
- D : Défaite

| Athlète(s)          | Compétition   | Phase de groupes                         | Phase de groupes                           | Phase de groupes                     | Phase de groupes    | Phase de groupes | 8e de finale        | Quarts de finale    | Demi-finale         | Finale / 3e place   | Finale / 3e place |
| Athlète(s)          | Compétition   | Adversaire Résultat                      | Adversaire Résultat                        | Adversaire Résultat                  | Adversaire Résultat | Rang             | Adversaire Résultat | Adversaire Résultat | Adversaire Résultat | Adversaire Résultat | Rang              |
| ------------------- | ------------- | ---------------------------------------- | ------------------------------------------ | ------------------------------------ | ------------------- | ---------------- | ------------------- | ------------------- | ------------------- | ------------------- | ----------------- |
| Ben Lane Sean Vendy | Double hommes | Chia / Yik (MAS) D (21-19, 16-21, 11-21) | Liang / Wang (CHN) D (18-21, 21-13, 14-21) | Dong / Yakura (CAN) V (21-14, 21-12) | Non disputé         | 3e du gr. A      | Éliminés            | Éliminés            | Éliminés            | Éliminés            | 9e                |
| Kirsty Gilmour      | Simple dames  | Az Zahra (AZE) V (21-13, 21-11)          | He (CHN) D (22-14, 8-21)                   | Non disputé                          | Non disputé         | 2e du gr. N      | Éliminée            | Éliminée            | Éliminée            | Éliminée            | 14e               |

### Boxe
Légende
- V : Victoire
- D : Défaite

| Athlète          | Catégorie                   | 16e de finale       | 8e de finale         | Quart de finale     | Demi-finale         | Finale              | Rang                                |
| Athlète          | Catégorie                   | Adversaire Résultat | Adversaire Résultat  | Adversaire Résultat | Adversaire Résultat | Adversaire Résultat | Rang                                |
| ---------------- | --------------------------- | ------------------- | -------------------- | ------------------- | ------------------- | ------------------- | ----------------------------------- |
| Lewis Richardson | Poids welters (-71 kg)      | Non disputé         | Abasov (SRB) V 3–2   | Ishaish (JOR) V 3–2 | Verde (MEX) D 2–3   | Éliminé             | Médaille de bronze, Jeux olympiques |
| Patrick Brown    | Poids lourds (-92 kg)       | Non disputé         | Machado (BRA) D 1–4  | Éliminé             | Éliminé             | Éliminé             | 9e                                  |
| Delicious Orie   | Poids super-lourds (+92 kg) | Non disputé         | Chaloyan (ARM) D 2–3 | Éliminé             | Éliminé             | Éliminé             | 9e                                  |

| Athlète         | Catégorie              | 16e de finale         | 8e de finale         | Quart de finale     | Demi-finale         | Finale              | Rang |
| Athlète         | Catégorie              | Adversaire Résultat   | Adversaire Résultat  | Adversaire Résultat | Adversaire Résultat | Adversaire Résultat | Rang |
| --------------- | ---------------------- | --------------------- | -------------------- | ------------------- | ------------------- | ------------------- | ---- |
| Charley Davison | Poids coqs (-54 kg)    | Akbaş (TUR) D 2–3     | Éliminée             | Éliminée            | Éliminée            | Éliminée            | 17e  |
| Rosie Eccles    | Poids welters (-66 kg) | Rygielska (POL) D 2–3 | Éliminée             | Éliminée            | Éliminée            | Éliminée            | 17e  |
| Chantelle Reid  | Poids moyens (-75 kg)  | Non disputé           | El-Mardi (MAR) D 2–3 | Éliminée            | Éliminée            | Éliminée            | 9e   |

### Canoë-kayak
Légende
- Q : Qualifié(e) pour le tour suivant
- R : Qualifié(e) pour le Repêchage

#### Slalom
| Athlète          | Compétition | Éliminatoires | Éliminatoires | Éliminatoires | Éliminatoires | Éliminatoires  | Éliminatoires | Demi-finale | Demi-finale | Finale   | Finale                              |
| Athlète          | Compétition | Manche 1      | Manche 1      | Manche 2      | Manche 2      | Meilleur temps | Rang          | Demi-finale | Demi-finale | Finale   | Finale                              |
| Athlète          | Compétition | Temps         | Rang          | Temps         | Rang          | Meilleur temps | Rang          | Temps       | Rang        | Temps    | Rang                                |
| ---------------- | ----------- | ------------- | ------------- | ------------- | ------------- | -------------- | ------------- | ----------- | ----------- | -------- | ----------------------------------- |
| Adam Burgess     | C1 hommes   | 90 s 87       | 2e            | 95 s 08       | 7e            | 90 s 87        | 2 Q           | 97 s 21     | 4 Q         | 96 s 84  | Médaille d'argent, Jeux olympiques  |
| Joe Clarke       | K1 hommes   | 136 s 89      | 23e           | 85 s 62       | 4e            | 85 s 62        | 4 Q           | 89 s 51     | 1 Q         | 89 s 82  | 5e                                  |
| Mallory Franklin | C1 femmes   | 104 s 72      | 5e            | 152 s 41      | 20e           | 104 s 72       | 6 Q           | 111 s 62    | 6 Q         | 165 s 15 | 12e                                 |
| Kimberley Woods  | K1 femmes   | 97 s 31       | 9e            | 95 s 95       | 11e           | 95 s 95        | 12 Q          | 99 s 87     | 3 Q         | 98 s 94  | Médaille de bronze, Jeux olympiques |

| Athlète          | Compétition | Contre-la-montre | Contre-la-montre | 1re ronde | Repêchage | Séries   | Quarts de finale | Demi- finale | Finale   | Finale                              |
| Athlète          | Compétition | Temps            | Rang             | Position  | Position  | Position | Position         | Position     | Position | Rang                                |
| ---------------- | ----------- | ---------------- | ---------------- | --------- | --------- | -------- | ---------------- | ------------ | -------- | ----------------------------------- |
| Adam Burgess     | KX1 hommes  | 74 s 66          | 26e              | 4 R       | 2 Q       | 4        | Éliminé          | Éliminé      | Éliminé  | 31e                                 |
| Joe Clarke       | KX1 hommes  | 66 s 08          | 1er              | 1 Q       | Exempté   | 1 Q      | 1 Q              | 1 Q          | 2        | Médaille d'argent, Jeux olympiques  |
| Mallory Franklin | KX1 femmes  | 71 s 85          | 3e               | 1 Q       | Exemptée  | 1 Q      | 4                | Éliminée     | Éliminée | 13e                                 |
| Kimberley Woods  | KX1 femmes  | 74 s 98          | 16e              | 1 Q       | Exemptée  | 1 Q      | 1 Q              | 1 Q          | 3        | Médaille de bronze, Jeux olympiques |

### Cyclisme
Légende
- Q : Qualifié(e) pour le tour suivant
- R : Qualifié(e) pour le Repêchage
- RM : Record mondial
- RN : Record national

#### BMX
| Athlète               | Compétition | Tour de classement | Tour de classement | Tour de classement | Tour de classement | Finale   | Finale   | Finale                             | Finale |
| Athlète               | Compétition | Manche 1           | Manche 2           | Moyenne            | Rang               | Manche 1 | Manche 2 | Rang                               |        |
| --------------------- | ----------- | ------------------ | ------------------ | ------------------ | ------------------ | -------- | -------- | ---------------------------------- | ------ |
| Kieran Reilly         | Hommes      | 91,68              | 90,75              | 91,21              | 1 Q                | 93,70    | 93,91    | Médaille d'argent, Jeux olympiques |        |
| Charlotte Worthington | Femmes      | 79,20              | 78,82              | 79,01              | 11e                | Éliminée | Éliminée | Éliminée                           |        |

| Athlète       | Compétition | Quarts de finale | Quarts de finale | Repêchage | Repêchage | Demi-finale | Demi-finale | Finale   | Finale  |
| Athlète       | Compétition | Résultat         | Rang             | Temps     | Rang      | Résultat    | Rang        | Temps    | Rang    |
| ------------- | ----------- | ---------------- | ---------------- | --------- | --------- | ----------- | ----------- | -------- | ------- |
| Kye Whyte     | Hommes      | 12               | 10 Q             | Exempté   | Exempté   | 23 NPT      | 15e         | Éliminé  | Éliminé |
| Beth Shriever | Femmes      | 3                | 2 Q              | Exempté   | Exempté   | 3           | 2 Q         | 36 s 496 | 8e      |

#### Piste
Légende
- V : Victoire
- D : Défaite

| Athlète         | Compétition                 | Qualification        | Qualification | 32e de finale                      | Repêchage 1                     | 16e de finale                          | Repêchage 2                     | 8e de finale                     | Repêchage 3                     | Quarts de finale                                 | Demi-finale                                           | Finale Match de classement                                                             | Finale Match de classement          |
| Athlète         | Compétition                 | Temps Vitesse (km/h) | Rang          | Adversaire Temps Vitesse (km/h)    | Adversaire Temps Vitesse (km/h) | Adversaire Temps Vitesse (km/h)        | Adversaire Temps Vitesse (km/h) | Adversaire Temps Vitesse (km/h)  | Adversaire Temps Vitesse (km/h) | Adversaire Temps Vitesse (km/h)                  | Adversaire Temps Vitesse (km/h)                       | Adversaire Temps Vitesse (km/h)                                                        | Rang                                |
| --------------- | --------------------------- | -------------------- | ------------- | ---------------------------------- | ------------------------------- | -------------------------------------- | ------------------------------- | -------------------------------- | ------------------------------- | ------------------------------------------------ | ----------------------------------------------------- | -------------------------------------------------------------------------------------- | ----------------------------------- |
| Jack Carlin     | Vitesse individuelle hommes | 9 s 247              | 5 Q           | Rorke (CAN) V 9 s 959 (72,296)     | Exempté                         | Ortega (COL) V 9 s 831 (73,238)        | Exempté                         | Paul (TTO) V 9 s 961 (72,282)    | Exempté                         | Ota (JPN) V 10 s 108 (71,231) V 9 s 958 (72,304) | Lavreysen (NED) D 9 s 605 (75,495) D 9 s 866 (73,718) | pour le bronze Hoogland (NED) V 9 s 836 (73,200) V 9 s 863 (73,000) V 9 s 680 (74,380) | Médaille de bronze, Jeux olympiques |
| Hamish Turnbull | Vitesse individuelle hommes | 9 s 346              | 7 Q           | Zhou (CHN) V 9 s 939 72,442        | Exempté                         | Awang (MAS) L 9 s 900 72,727           | Lendel (LTU) V 10 s 067 71,521  | Iakovlev (ISR) V 9 s 740 73,922  | Exempté                         | Hoogland (NED) D                                 | Éliminé                                               | Finale 5-8 REL                                                                         | 7e                                  |
| Sophie Capewell | Vitesse individuelle femmes | 10 s 132             | 4 Q           | Mohd Asri (MAS) V 10 s 886 66,140  | Exemptée                        | Gaxiola (MEX) V 10 s 810 66,605        | Exemptée                        | Fulton (NZL) V 10 s 811 66,599   | Exemptée                        | van de Wouw (NED) D 0–2                          | Éliminée                                              | Finale 5-8 V 10 s 780 (66,790)                                                         | 5e                                  |
| Emma Finucane   | Vitesse individuelle femmes | 10 s 067             | 2 Q           | Karwacka (POL) V 11 s 172 (64,447) | Exemptée                        | van der Peet (NED) V 11 s 203 (64,268) | Exemptée                        | Clonan (POL) V 11 s 172 (64,447) | Exemptée                        | Bayona (COL) V 2–0                               | Andrews (NZL) D 0–2                                   | pour le bronze van de Wouw (NED) V 10 s 770 (66,852) V 10 s 629 (67,739)               | Médaille de bronze, Jeux olympiques |

| Athlètes                                    | Compétition | Qualification        | Qualification | Premier tour                           | Premier tour | Finale / Classement                           | Finale / Classement                |
| Athlètes                                    | Compétition | Temps Vitesse (km/h) | Rang          | Adversaire Temps Vitesse (km/h)        | Rang         | Adversaire Temps Vitesse (km/h)               | Rang                               |
| ------------------------------------------- | ----------- | -------------------- | ------------- | -------------------------------------- | ------------ | --------------------------------------------- | ---------------------------------- |
| Jack Carlin Ed Lowe Hamish Turnbull         | Hommes      | 41 s 862 (64,498)    | 2 Q           | Allemagne (GER) V 41 s 819 (64,564) RN | 1 Q          | Pays-Bas (NED) D 41 s 814 (64,572) RN         | Médaille d'argent, Jeux olympiques |
| Sophie Capewell Emma Finucane Katy Marchant | Femmes      | 45 s 472 (59,377) RM | 1 Q           | Canada (CAN) V 45 s 338 (59,553) RM    | 1 Q          | Nouvelle-Zélande (NZL) V 45 s 186 (59,753) RM | Médaille d'or, Jeux olympiques     |

| Athlète                                                          | Compétition | Qualification    | Qualification | Premier tour                       | Premier tour | Finale / Classement              | Finale / Classement                 |
| Athlète                                                          | Compétition | Temps            | Rang          | Adversaire Résultat                | Rang         | Adversaire Résultat              | Rang                                |
| ---------------------------------------------------------------- | ----------- | ---------------- | ------------- | ---------------------------------- | ------------ | -------------------------------- | ----------------------------------- |
| Dan Bigham Ethan Hayter Ethan Vernon Ollie Wood Charlie Tanfield | Hommes      | 3 min 43 s 241   | 2e Q          | Danemark (DEN) V 3 min 42 s 151 RN | 1 Q          | Australie (AUS) D 3 min 44 s 394 | Médaille d'argent, Jeux olympiques  |
| Elinor Barker Neah Evans Josie Knight Anna Morris Jess Roberts   | Femmes      | 4 min 6 s 710 RN | 3 Q           | États-Unis (USA) D 4 min 4 s 908   | 2 Q          | Italie (ITA) V 4 min 6 s 382     | Médaille de bronze, Jeux olympiques |

| Athlète         | Compétition | 1er tour | Repêchage | Quarts de finale | Demi-finale | Finale                              |
| Athlète         | Compétition | Rang     | Rang      | Rang             | Rang        | Rang                                |
| --------------- | ----------- | -------- | --------- | ---------------- | ----------- | ----------------------------------- |
| Jack Carlin     | Hommes      | 2 Q      | Exempté   | 1 Q              | 1 Q         | 4e                                  |
| Hamish Turnbull | Hommes      | 4 R      | 1 Q       | 2 Q              | NPT         | 11e                                 |
| Emma Finucane   | Femmes      | 1 Q      | Exemptée  | 2 Q              | 3 Q         | Médaille de bronze, Jeux olympiques |
| Katy Marchant   | Femmes      | 3 R      | 2 Q       | 3 Q              | 2 Q         | 4e                                  |

| Athlète      | Compétition | Scratch | Scratch | Course tempo | Course tempo | Élimination | Élimination | Course aux points | Course aux points | Total  | Total |
| Athlète      | Compétition | Rang    | Points  | Rang         | Points       | Rang        | Points      | Rang              | Points            | Points | Rang  |
| ------------ | ----------- | ------- | ------- | ------------ | ------------ | ----------- | ----------- | ----------------- | ----------------- | ------ | ----- |
| Ethan Hayter | Hommes      | 6       | 30      | 12           | 18           | 1           | 40          | 8                 | 9                 | 97     | 8e    |
| Neah Evans   | Femmes      | 22      | 1       | 18           | 6            | 17          | 8           | 15                | 37                | 52     | 15e   |

| Athlète                  | Épreuve | Points | Tours | Classement                         |
| ------------------------ | ------- | ------ | ----- | ---------------------------------- |
| Mark Stewart Oliver Wood | Hommes  | -9     | -1    | 9e                                 |
| Elinor Barker Neah Evans | Femmes  | 31     | 0     | Médaille d'argent, Jeux olympiques |

#### Route

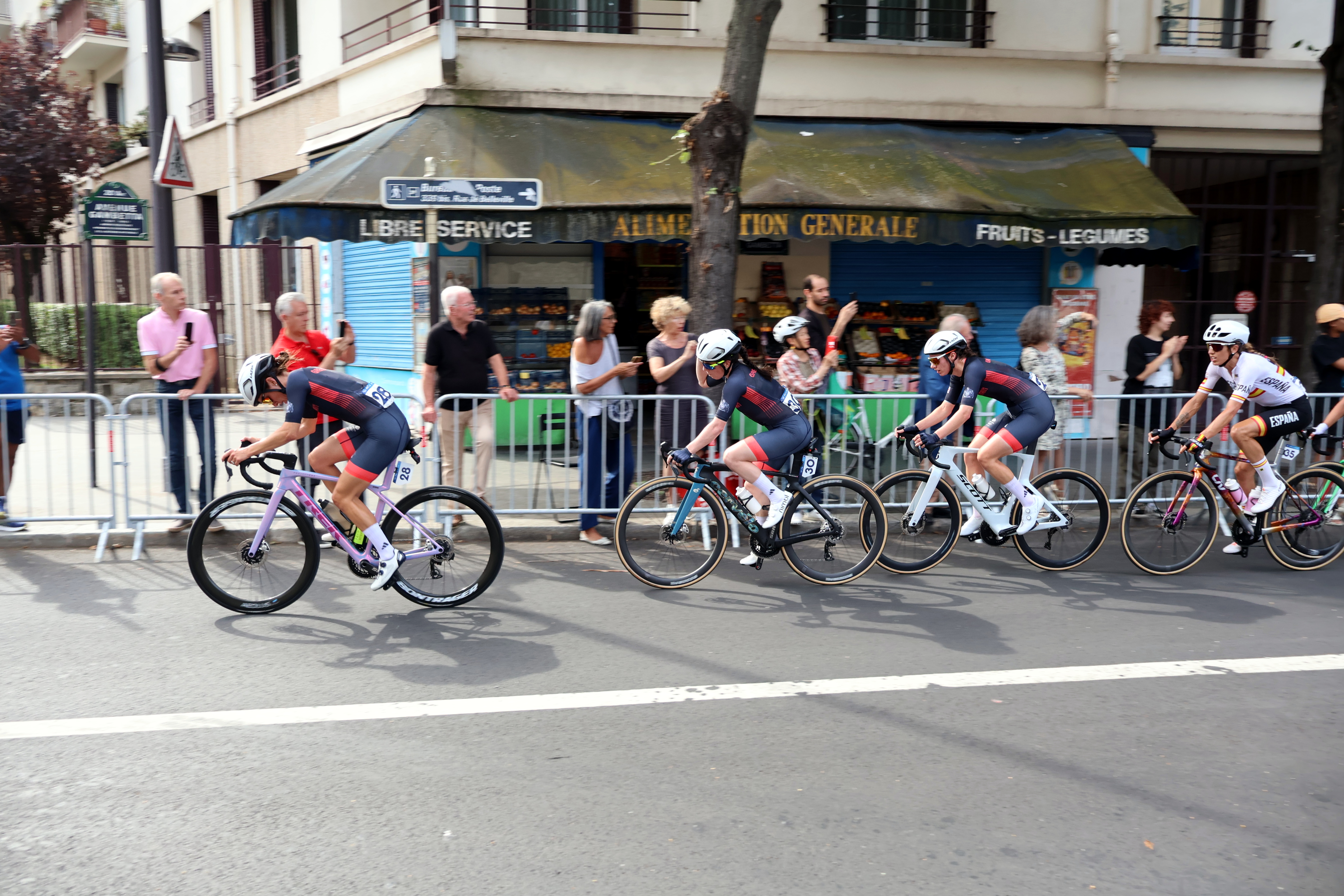
L'équipe féminine britannique de cyclisme sur route.

| Athlète          | Compétition      | Temps           | Rang |
| ---------------- | ---------------- | --------------- | ---- |
| Tom Pidcock      | Course en ligne  | 6 h 21 min 24 s | 13e  |
| Josh Tarling     | Course en ligne  | 6 h 26 min 57 s | 47e  |
| Stephen Williams | Course en ligne  | 6 h 23 min 16 s | 31e  |
| Fred Wright      | Course en ligne  | 6 h 26 min 57 s | 43e  |
| Josh Tarling     | Contre-la-montre | 36 min 39 s 95  | 4e   |

| Athlète         | Compétition      | Temps          | Rang                               |
| --------------- | ---------------- | -------------- | ---------------------------------- |
| Lizzie Deignan  | Course en ligne  | 4 h 2 min 57 s | 12e                                |
| Pfeiffer Georgi | Course en ligne  | 4 h 0 min 44 s | 5e                                 |
| Anna Henderson  | Course en ligne  | 4 h 2 min 57 s | 13e                                |
| Anna Morris     | Course en ligne  | DNS            | —                                  |
| Anna Henderson  | Contre-la-montre | 41 min 9 s 83  | Médaille d'argent, Jeux olympiques |

#### VTT
| Athlète             | Compétition | Temps           | Rang                           |
| ------------------- | ----------- | --------------- | ------------------------------ |
| Charlie Aldridge    | Hommes      | 1 h 28 min 32 s | 8e                             |
| Tom Pidcock         | Hommes      | 1 h 26 min 22 s | Médaille d'or, Jeux olympiques |
| Ella Maclean-Howell | Femmes      | 1 h 36 min 26 s | 23e                            |
| Evie Richards       | Femmes      | 1 h 29 min 29 s | 5e                             |

### Équitation
Légende
- Q : Qualifié(e) pour le tour suivant

| Athlète                            | Cheval         | Compétition | Grand Prix | Grand Prix | Grand Prix Spécial | Grand Prix Spécial                  | Grand Prix Freestyle | Grand Prix Freestyle                |
| Athlète                            | Cheval         | Compétition | Points     | Rang       | Points             | Rang                                | Points               | Rang                                |
| ---------------------------------- | -------------- | ----------- | ---------- | ---------- | ------------------ | ----------------------------------- | -------------------- | ----------------------------------- |
| Lottie Fry                         | Glamourdale    | Individuel  | 78,913     | 3 Q        | Non disputé        | Non disputé                         | 88,971               | Médaille de bronze, Jeux olympiques |
| Carl Hester                        | Fame           | Individuel  | 77,345     | 3 Q        | Non disputé        | Non disputé                         | 85,161               | 6e                                  |
| Becky Moody                        | Jagerbomb      | Individuel  | 74,938     | 1 Q        | Non disputé        | Non disputé                         | 84,357               | 8e                                  |
| Lottie Fry Carl Hester Becky Moody | Voir ci-dessus | Équipe      | 231,196    | 3 Q        | 232,492            | Médaille de bronze, Jeux olympiques | Non disputé          | Non disputé                         |

| Athlète                             | Cheval               | Compétition | Qualification | Qualification | Qualification | Finale    | Finale | Finale                         | Barrage     | Barrage     | Barrage     |
| Athlète                             | Cheval               | Compétition | Pénalités     | Temps         | Rang          | Pénalités | Temps  | Rang                           | Pénalités   | Temps       | Rang        |
| ----------------------------------- | -------------------- | ----------- | ------------- | ------------- | ------------- | --------- | ------ | ------------------------------ | ----------- | ----------- | ----------- |
| Scott Brash                         | Hello Jefferson      | Individuel  | 0             | 75,78         | 12 Q          | 4         | 81,23  | 6e                             | Éliminé     | Éliminé     | Éliminé     |
| Harry Charles                       | Romeo 88             | Individuel  | 0             | 75,72         | 11 Q          | RT        | RT     | RT                             | Éliminé     | Éliminé     | Éliminé     |
| Ben Maher                           | Dallas Vegas Batilly | Individuel  | 4             | 73,24         | 28 Q          | 4         | 81,70  | 9e                             | Éliminé     | Éliminé     | Éliminé     |
| Scott Brash Ben Maher Harry Charles | Voir ci-dessus       | Équipe      | 8             | 277,79        | 3 Q           | 2         | 237,47 | Médaille d'or, Jeux olympiques | Non disputé | Non disputé | Non disputé |

| Athlète                                  | Cheval             | Compétition | Dressage  | Dressage | Cross-country | Cross-country | Cross-country | Saut d'obstacles | Saut d'obstacles | Saut d'obstacles | Saut d'obstacles | Saut d'obstacles | Saut d'obstacles | Total     | Total                               |
| Athlète                                  | Cheval             | Compétition | Dressage  | Dressage | Cross-country | Cross-country | Cross-country | Qualification    | Qualification    | Qualification    | Finale           | Finale           | Finale           | Total     | Total                               |
| Athlète                                  | Cheval             | Compétition | Pénalités | Rang     | Pénalités     | Total         | Rang          | Pénalités        | Total            | Rang             | Pénalités        | Total            | Rang             | Pénalités | Rang                                |
| ---------------------------------------- | ------------------ | ----------- | --------- | -------- | ------------- | ------------- | ------------- | ---------------- | ---------------- | ---------------- | ---------------- | ---------------- | ---------------- | --------- | ----------------------------------- |
| Rosalind Canter                          | Lordships Graffalo | Individuel  | 23,40     | 6e       | 15,00         | 38,40         | 24e           | 4,00             | 42,40            | 23 Q             | 0,00             | 42,40            | 21e              | 42,40     | 21e                                 |
| Laura Collett                            | London 52          | Individuel  | 17,50     | 1er      | 0,80          | 18,30         | 2e            | 4,80             | 23,20            | 3 Q              | 0,00             | 23,20            | 3e               | 23,20     | Médaille de bronze, Jeux olympiques |
| Tom McEwen                               | JL Dublin          | Individuel  | 25,80     | 11e      | 0,00          | 25,80         | 6e            | 0,00             | 25,80            | 4 Q              | 0,00             | 25,80            | 4e               | 25,80     | 4e                                  |
| Rosalind Canter Laura Collett Tom McEwen | Voir ci-dessus     | Équipe      | 66,70     | 1er      | 15,80         | 82,50         | 1er           | 8,80             | 91,30            | 1er              | Non disputé      | Non disputé      | Non disputé      | 91,30     | Médaille d'or, Jeux olympiques      |

### Escalade
Légende
- Q : Qualifié(e) pour le tour suivant

| Athlète              | Compétition | Qualification | Qualification | Qualification | Qualification | Qualification | Qualification | Qualification | Finale   | Finale   | Finale     | Finale     | Finale     | Finale   | Finale                         |
| Athlète              | Compétition | Bloc          | Bloc          | Difficulté    | Difficulté    | Difficulté    | Total         | Rang          | Bloc     | Bloc     | Difficulté | Difficulté | Difficulté | Total    | Rang                           |
| Athlète              | Compétition | Points        | Rang          | Prise         | Points        | Rang          | Total         | Rang          | Points   | Rang     | Prise      | Points     | Rang       | Total    | Rang                           |
| -------------------- | ----------- | ------------- | ------------- | ------------- | ------------- | ------------- | ------------- | ------------- | -------- | -------- | ---------- | ---------- | ---------- | -------- | ------------------------------ |
| Hamish McArthur      | Hommes      | 34,2          | 8e            | 35+           | 45,1          | 8e            | 79,3          | 8 Q           | 53,9     | 4e       | 42         | 72,0       | 6e         | 125,9    | 5e                             |
| Toby Roberts         | Hommes      | 54,1          | 3e            | 42+           | 68,1          | 2e            | 122,2         | 2 Q           | 63,1     | 3e       | 47+        | 92,1       | 3e         | 155,2    | Médaille d'or, Jeux olympiques |
| Erin McNeice         | Femmes      | 59,6          | 10e           | 40+           | 64,1          | 7e            | 123,7         | 7 Q           | 59,5     | 4e       | 41+        | 68,1       | 6e         | 127,6    | 5e                             |
| Molly Thompson-Smith | Femmes      | 9,8           | 19e           | 38            | 57,0          | 9e            | 66,8          | 19e           | Éliminée | Éliminée | Éliminée   | Éliminée   | Éliminée   | Éliminée | Éliminée                       |

### Golf
| Athlète          | Épreuve | 1er tour | 2e tour | 3e tour | 4e tour | Total | Total | Total                              |
| Athlète          | Épreuve | Points   | Points  | Points  | Points  | Total | Par   | Rang                               |
| ---------------- | ------- | -------- | ------- | ------- | ------- | ----- | ----- | ---------------------------------- |
| Matt Fitzpatrick | Hommes  | 73       | 64      | 81      | RT      | –     | –     | –                                  |
| Tommy Fleetwood  | Hommes  | 67       | 64      | 69      | 66      | 266   | -18   | Médaille d'argent, Jeux olympiques |
| Charley Hull     | Femmes  | 81       | 71      | 69      | 68      | 289   | +1    | T27                                |
| Georgia Hall     | Femmes  | 74       | 74      | 71      | 74      | 293   | +5    | T36                                |

### Gymnastique
Légende
- Q : Qualifié(e) pour le tour suivant

#### Gymnastique artistique
| Athlète         | Qualifications | Qualifications | Qualifications | Qualifications | Qualifications    | Qualifications | Qualifications | Qualifications | Finale | Finale         | Finale  | Finale | Finale            | Finale     | Finale  | Finale |
| Athlète         | Agrès          | Agrès          | Agrès          | Agrès          | Agrès             | Agrès          | Total          | Rang           | Agrès  | Agrès          | Agrès   | Agrès  | Agrès             | Agrès      | Total   | Rang   |
| Athlète         | Sol            | Cheval d'arçon | Anneaux        | Saut           | Barres parallèles | Barre fixe     | Total          | Rang           | Sol    | Cheval d'arçon | Anneaux | Saut   | Barres parallèles | Barre fixe | Total   | Rang   |
| --------------- | -------------- | -------------- | -------------- | -------------- | ----------------- | -------------- | -------------- | -------------- | ------ | -------------- | ------- | ------ | ----------------- | ---------- | ------- | ------ |
| Joe Fraser      | 13,533         | 14,000         | 13,700         | 14,300         | 14,933            | 14,200         | 84,666         | 6e Q           | —      | 13,933         | 13,766  | —      | 14,633            | 13,633     | -       | -      |
| Harry Hepworth  | 14,166         | —              | 14,700 Q       | 14,633 Q       | —                 | —              | —              | —              | 14,700 | —              | 14,800  | 14,966 | —                 | —          | -       | -      |
| Jake Jarman     | 14,966 Q       | 14,266         | 12,900         | 15,166 Q       | 14,266            | 13,333         | 84,897         | 5 Q            | 14,966 | 14,133         | —       | 15,266 | 14,366            | 13,400     | -       | -      |
| Luke Whitehouse | 14,533 Q       | 11,733         | 12,400         | 14,500         | 13,900            | 12,466         | 79,532         | 32             | 14,500 | —              | 13,266  | 13,033 | —                 | —          | -       | -      |
| Max Whitlock    | —              | 15,166 Q       | —              | —              | 13,900            | 13,233         | —              | —              | —      | 15,266         | —       | —      | 13,900            | 13,000     | -       | -      |
| Total           | 43,665         | 43,432         | 41,300         | 44,299         | 43,099            | 40,766         | 256,561        | 3 Q            | 44,166 | 43,332         | 41,832  | 43,265 | 42,899            | 40,033     | 255,527 | 4e     |

| Athlète         | Compétition      | Qualifications                          | Qualifications                          | Qualifications                          | Qualifications                          | Qualifications                          | Qualifications                          | Qualifications                          | Qualifications                          | Finale | Finale         | Finale  | Finale | Finale            | Finale     | Finale | Finale                              |
| Athlète         | Compétition      | Agrès                                   | Agrès                                   | Agrès                                   | Agrès                                   | Agrès                                   | Agrès                                   | Total                                   | Rang                                    | Agrès  | Agrès          | Agrès   | Agrès  | Agrès             | Agrès      | Total  | Rang                                |
| Athlète         | Compétition      | Sol                                     | Cheval d'arçon                          | Anneaux                                 | Saut                                    | Barres parallèles                       | Barre fixe                              | Total                                   | Rang                                    | Sol    | Cheval d'arçon | Anneaux | Saut   | Barres parallèles | Barre fixe | Total  | Rang                                |
| --------------- | ---------------- | --------------------------------------- | --------------------------------------- | --------------------------------------- | --------------------------------------- | --------------------------------------- | --------------------------------------- | --------------------------------------- | --------------------------------------- | ------ | -------------- | ------- | ------ | ----------------- | ---------- | ------ | ----------------------------------- |
| Joe Fraser      | Concours général | Voir les résultats par équipe ci-dessus | Voir les résultats par équipe ci-dessus | Voir les résultats par équipe ci-dessus | Voir les résultats par équipe ci-dessus | Voir les résultats par équipe ci-dessus | Voir les résultats par équipe ci-dessus | Voir les résultats par équipe ci-dessus | Voir les résultats par équipe ci-dessus | 14,300 | 13,700         | 14,000  | 14,333 | 14,933            | 14,266     | 85,532 | 5e                                  |
| Harry Hepworth  | Anneaux          | —                                       | —                                       | 14,790                                  | —                                       | —                                       | —                                       | —                                       | 8 Q                                     | —      | —              | 14,800  | —      | —                 | —          | 14,800 | 7e                                  |
| Harry Hepworth  | Saut de cheval   | —                                       | —                                       | —                                       | 14,766                                  | —                                       | —                                       | —                                       | 2 Q                                     | —      | —              | —       | 14,949 | —                 | —          | 14,949 | Médaille de bronze, Jeux olympiques |
| Jake Jarman     | Concours général | Voir les résultats par équipe ci-dessus | Voir les résultats par équipe ci-dessus | Voir les résultats par équipe ci-dessus | Voir les résultats par équipe ci-dessus | Voir les résultats par équipe ci-dessus | Voir les résultats par équipe ci-dessus | Voir les résultats par équipe ci-dessus | Voir les résultats par équipe ci-dessus | 14,900 | 14,066         | 12,800  | 15,166 | 14,300            | 13,333     | 84,565 | 7e                                  |
| Jake Jarman     | Sol              | 14,966                                  | —                                       | —                                       | —                                       | —                                       | —                                       | —                                       | 1 Q                                     | 14,933 | —              | —       | —      | —                 | —          | 14,933 | Médaille de bronze, Jeux olympiques |
| Jake Jarman     | Saut de cheval   | —                                       | —                                       | —                                       | 14,699                                  | —                                       | —                                       | —                                       | 5 Q                                     | —      | —              | —       | 14,933 | —                 | —          | 14,933 | 4e                                  |
| Luke Whitehouse | Sol              | 14,533                                  | —                                       | —                                       | —                                       | —                                       | —                                       | —                                       | 5 Q                                     | 14,466 | —              | —       | —      | —                 | —          | 14,466 | 6e                                  |
| Max Whitlock    | Cheval d'arçons  | —                                       | 15,166                                  | —                                       | —                                       | —                                       | —                                       | —                                       | 3 Q                                     | —      | 15,200         | —       | —      | —                 | —          | 15,200 | 4e                                  |

| Athlète            | Qualifications | Qualifications      | Qualifications | Qualifications | Qualifications | Qualifications | Finale | Finale              | Finale | Finale | Finale  | Finale |
| Athlète            | Agrès          | Agrès               | Agrès          | Agrès          | Total          | Rang           | Agrès  | Agrès               | Agrès  | Agrès  | Total   | Rang   |
| Athlète            | Saut           | Barres asymétriques | Poutre         | Sol            | Total          | Rang           | Saut   | Barres asymétriques | Poutre | Sol    | Total   | Rang   |
| ------------------ | -------------- | ------------------- | -------------- | -------------- | -------------- | -------------- | ------ | ------------------- | ------ | ------ | ------- | ------ |
| Becky Downie       | —              | 14,666 Q            | 13,400         | —              | —              | —              | —      | 14,933              | 12,933 | —      | -       | -      |
| Ruby Evans         | 14,200         | 11,200              | 12,600         | 13,133         | 51,133         | 38             | 13,966 | —                   | —      | 13,100 | -       | -      |
| Georgia-Mae Fenton | 13,833         | 12,833              | 13,500         | 12,466         | 52,632         | 20 Q           | 13,800 | 14,000              | 13,566 | —      | -       | -      |
| Alice Kinsella     | 13,933         | 11,900              | 13,433         | 13,433         | 51,999         | 23 Q           | 13,966 | 13,300              | 13,600 | 13,633 | -       | -      |
| Abigail Martin     | 13,766         | —                   | —              | 13,266         | —              | —              | —      | —                   | —      | 13,466 | -       | -      |
| Total              | 41,966         | 39,399              | 40,333         | 39,132         | 160,830        | 7 Q            | 41,732 | 42,233              | 40,099 | 40,199 | 164,263 | 4e     |

| Athlète            | Compétition         | Qualifications                          | Qualifications                          | Qualifications                          | Qualifications                          | Qualifications                          | Qualifications                          | Finale | Finale              | Finale | Finale | Finale | Finale |
| Athlète            | Compétition         | Agrès                                   | Agrès                                   | Agrès                                   | Agrès                                   | Total                                   | Rang                                    | Agrès  | Agrès               | Agrès  | Agrès  | Total  | Rang   |
| Athlète            | Compétition         | Saut                                    | Barres asymétriques                     | Poutre                                  | Sol                                     | Total                                   | Rang                                    | Saut   | Barres asymétriques | Poutre | Sol    | Total  | Rang   |
| ------------------ | ------------------- | --------------------------------------- | --------------------------------------- | --------------------------------------- | --------------------------------------- | --------------------------------------- | --------------------------------------- | ------ | ------------------- | ------ | ------ | ------ | ------ |
| Becky Downie       | Barres asymétriques | —                                       | 16,666                                  | —                                       | —                                       | —                                       | 7 Q                                     | —      | 13,633              | —      | —      | 13,633 | 7e     |
| Georgia-Mae Fenton | Concours général    | Voir les résultats par équipe ci-dessus | Voir les résultats par équipe ci-dessus | Voir les résultats par équipe ci-dessus | Voir les résultats par équipe ci-dessus | Voir les résultats par équipe ci-dessus | Voir les résultats par équipe ci-dessus | 13,633 | 13,800              | 11,300 | 13,033 | 51,766 | 18e    |
| Alice Kinsella     | Concours général    | Voir les résultats par équipe ci-dessus | Voir les résultats par équipe ci-dessus | Voir les résultats par équipe ci-dessus | Voir les résultats par équipe ci-dessus | Voir les résultats par équipe ci-dessus | Voir les résultats par équipe ci-dessus | 13,800 | 14,133              | 13,033 | 12,833 | 53,799 | 12e    |

#### Trampoline
| Athlète            | Compétition       | Qualifications | Qualifications | Finale   | Finale                         |
| Athlète            | Compétition       | Points         | Rang           | Points   | Rang                           |
| ------------------ | ----------------- | -------------- | -------------- | -------- | ------------------------------ |
| Zak Perzamanos     | Concours masculin | 59,030         | 7 Q            | 59,840   | 4e                             |
| Bryony Page        | Concours féminin  | 55,620         | 5 Q            | 56,480   | Médaille d'or, Jeux olympiques |
| Isabelle Songhurst | Concours féminin  | 52,920         | 14e            | Éliminée | Éliminée                       |

### Haltérophilie
| Athlète        | Compétition   | Arraché  | Arraché | Épaulé-jeté | Épaulé-jeté | Total  | Rang                                |
| Athlète        | Compétition   | Résultat | Rang    | Résultat    | Rang        | Total  | Rang                                |
| -------------- | ------------- | -------- | ------- | ----------- | ----------- | ------ | ----------------------------------- |
| Emily Campbell | Plus de 81 kg | 126 kg   | 3e      | 162 kg      | 3e          | 288 kg | Médaille de bronze, Jeux olympiques |

### Hockey sur gazon
Légende :
- V : Victoire
- D : Défaite
- FT : Après le temps règlementaire
- P : Match décidé par tirs de pénalité

| Épreuve          | Phase éliminatoire  | Phase éliminatoire     | Phase éliminatoire  | Phase éliminatoire  | Phase éliminatoire  | Phase éliminatoire | Quart de finale          | Demi-finale         | Finale / MB         | Rang |
| Épreuve          | Adversaire Résultat | Adversaire Résultat    | Adversaire Résultat | Adversaire Résultat | Adversaire Résultat | Rang               | Adversaire Résultat      | Adversaire Résultat | Adversaire Résultat | Rang |
| ---------------- | ------------------- | ---------------------- | ------------------- | ------------------- | ------------------- | ------------------ | ------------------------ | ------------------- | ------------------- | ---- |
| Tournoi masculin | Espagne V 4 - 0     | Afrique du Sud N 2 - 2 | Pays-Bas N 2 - 2    | France V 2 - 1      | Allemagne D 1 - 2   | 3 Q                | Inde D 2 - 4P FT : 1 - 1 | Éliminés            | Éliminés            | 7e   |

Équipe masculine de hockey sur gazon :
- 2 - Nicholas Park : Défenseur
- 3	- Jack Waller	: Milieu de terrain
- 5	David Ames  : Défenseur
- 6 - Jacob Draper : Milieu de terrain
- 7	- Zachary Wallace : Milieu de terrain
- 8	- Rupert Shipperley : Milieu de terrain
- 13 - Sam Ward : Attaquant
- 14 - James Albery : Défenseur
- 15 - Phil Roper : Attaquant
- 19 - David Goodfield : Milieu de terrain
- 20 - Oliver Payne : Gardien
- 27 - Liam Sanford : Défenseur
- 28 - Lee Morton : Milieu de terrain
- 29 - Thomas Sorsby : Milieu de terrain
- 30 - Conor Williamson : Défenseur
- 31 - Will Calnan : Attaquant
- 33 - Timothy Nurse : Milieu de terrain
- 38 - Gareth Furlong : Défenseur

| Épreuve         | Phase éliminatoire  | Phase éliminatoire  | Phase éliminatoire   | Phase éliminatoire  | Phase éliminatoire  | Phase éliminatoire | Quart de finale     | Demi-finale         | Finale / MB         | Rang |
| Épreuve         | Adversaire Résultat | Adversaire Résultat | Adversaire Résultat  | Adversaire Résultat | Adversaire Résultat | Rang               | Adversaire Résultat | Adversaire Résultat | Adversaire Résultat | Rang |
| --------------- | ------------------- | ------------------- | -------------------- | ------------------- | ------------------- | ------------------ | ------------------- | ------------------- | ------------------- | ---- |
| Tournoi féminin | Espagne D 1–2       | Australie D 0–4     | Afrique du Sud V 2–1 | États-Unis V 5–2    | Argentine D 0–3     | 4 Q                | Pays-Bas D 1–3      | Éliminées           | Éliminées           | 8e   |

Équipe féminine de hockey sur gazon :
- 4	- Laura Unsworth : Milieu de terrain
- 6	- Anna Toman : Défenseur
- 7	- Hannah Martin : Attaquante
- 8	- Sarah Jones : Attaquante
- 9	 - Amy Costello : Défenseur
- 10 - Sarah Robertson : Attaquante
- 12 - Charlotte Watson : Attaquante
- 14 - Tessa Howard : Attaquante
- 16 - Isabelle Petter : Milieu de terrain
- 18 - Giselle Ansley : Défenseur
- 20 - Hollie Pearne-Webb  : Défenseur
- 21 - Fiona Crackles : Milieu de terrain
- 23 - Sophie Hamilton : Milieu de terrain
- 26 - Lily Owsley : Milieu de terrain
- 28 - Flora Peel : Milieu de terrain
- 40 - Miriam Pritchard : Gardienne

### Judo
Légende
- V : Victoire
- D : Défaite

| Athlète                  | Catégorie      | 16e de finale             | 8e de finale          | Quart de finale     | Demi-finale         | Repêchage           | Finale / CB         | Rang |
| Athlète                  | Catégorie      | Adversaire Résultat       | Adversaire Résultat   | Adversaire Résultat | Adversaire Résultat | Adversaire Résultat | Adversaire Résultat | Rang |
| ------------------------ | -------------- | ------------------------- | --------------------- | ------------------- | ------------------- | ------------------- | ------------------- | ---- |
| Chelsie Giles            | Moins de 52 kg | Non disputé               | Pimenta (BRA) D 0–1   | Éliminée            | Éliminée            | Éliminée            | Éliminée            | 9e   |
| Lele Nairne              | Moins de 57 kg | Liparteliani (GEO) D 0–10 | Éliminée              | Éliminée            | Éliminée            | Éliminée            | Éliminée            | 17e  |
| Lucy Renshall            | Moins de 63 kg | Haecker (AUS) V 11–2      | Piovesana (AUT) D 0–1 | Éliminée            | Éliminée            | Éliminée            | Éliminée            | 9e   |
| Katie-Jemima Yeats-Brown | Moins de 70 kg | Rasoanaivo (MAD) V 1–0    | Polleres (AUT) D 0–1  | Éliminée            | Éliminée            | Éliminée            | Éliminée            | 9e   |
| Emma Reid                | Moins de 78 kg | Yoon (KOR) D 0–10         | Éliminée              | Éliminée            | Éliminée            | Éliminée            | Éliminée            | 17e  |

### Natation
Légende
- Q : Qualifié(e) pour le tour suivant
- RN : Record national

| Athlète(s)                                                              | Épreuve              | Séries        | Séries      | Demi-finale   | Demi-finale | Finale            | Finale                             |
| Athlète(s)                                                              | Épreuve              | Temps         | Rang        | Temps         | Rang        | Temps             | Rang                               |
| ----------------------------------------------------------------------- | -------------------- | ------------- | ----------- | ------------- | ----------- | ----------------- | ---------------------------------- |
| Ben Proud                                                               | 50 m nage libre      | 21 s 70       | 5 Q         | 21 s 38       | 1 Q         | 21 s 30           | Médaille d'argent, Jeux olympiques |
| Alexander Cohoon                                                        | 50 m nage libre      | 22 s 31       | 33e         | Éliminé       | Éliminé     | Éliminé           | Éliminé                            |
| Matt Richards                                                           | 100 m nage libre     | 48 s 40       | 13 Q        | 48 s 09       | 12e         | Éliminé           | Éliminé                            |
| Jacob Whittle                                                           | 100 m nage libre     | 48 s 47       | 18e         | Éliminé       | Éliminé     | Éliminé           | Éliminé                            |
| Matt Richards                                                           | 200 m nage libre     | 1 min 46 s 19 | 6 Q         | 1 min 45 s 63 | 7 Q         | 1 min 44 s 74     | Médaille d'argent, Jeux olympiques |
| Duncan Scott                                                            | 200 m nage libre     | 1 min 46 s 34 | 11 Q        | 1 min 44 s 94 | 2 Q         | 1 min 44 s 87     | 4e                                 |
| Kieran Bird                                                             | 400 m nage libre     | 3 min 47 s 54 | 16e         | Non disputé   | Non disputé | Éliminé           | Éliminé                            |
| Daniel Jervis                                                           | 1 500 m nage libre   | 15 min 3 s 75 | 15e         | Non disputé   | Non disputé | Éliminé           | Éliminé                            |
| Oliver Morgan                                                           | 100 m dos            | 53 s 44       | 11 Q        | 52 s 85       | 7 Q         | 52 s 84           | 8e                                 |
| Jonathon Marshall                                                       | 100 m dos            | 53 s 93       | 16 Q        | 53 s 46       | 14e         | Éliminé           | Éliminé                            |
| Oliver Morgan                                                           | 200 m dos            | 1 min 57 s 56 | 12 Q        | 1 min 57 s 28 | 12e         | Éliminé           | Éliminé                            |
| Luke Greenbank                                                          | 200 m dos            | DSQ           | DSQ         | Éliminé       | Éliminé     | Éliminé           | Éliminé                            |
| Adam Peaty                                                              | 100 m brasse         | 59 s 18       | 2 Q         | 58 s 86       | 1 Q         | 59 s 05           | Médaille d'argent, Jeux olympiques |
| James Wilby                                                             | 100 m brasse         | 59 s 40       | 6 Q         | 59 s 49       | 11e         | Éliminé           | Éliminé                            |
| James Guy                                                               | 100 m papillon       | 52 s 23       | 23e         | Éliminé       | Éliminé     | Éliminé           | Éliminé                            |
| Max Litchfield                                                          | 400 m 4 nages        | 4 min 9 s 51  | 2 Q         | Non disputé   | Non disputé | 4 min 8 s 85 RN   | 4e                                 |
| Matt Richards Jaboc Whittle Tom Dean Duncan Scott Alexander Cohoon      | 4 × 100 m nage libre | 3 min 12 s 49 | 3 Q         | Non disputé   | Non disputé | 3 min 11 s 61     | 5e                                 |
| James Guy Tom Dean Matt Richards Duncan Scott Kieran Bird Jack McMillan | 4 × 200 m nage libre | 7 min 5 s 11  | 1 Q         | Non disputé   | Non disputé | 6 min 59 s 43     | Médaille d'or, Jeux olympiques     |
| Oliver Morgan Adam Peaty Joe Litchfield Matt Richards                   | 4 × 100 m 4 nages    | 3 min 32 s 13 | 5 Q         | Non disputé   | Non disputé | 3 min 29 s 60     | 4e                                 |
| Hector Pardoe                                                           | 10 km en eau libre   | Non disputé   | Non disputé | Non disputé   | Non disputé | 1 h 51 min 50 s 8 | 6e                                 |
| Tobias Robinson                                                         | 10 km en eau libre   | Non disputé   | Non disputé | Non disputé   | Non disputé | 1 h 56 min 43 s 0 | 14e                                |

| Athlète(s)                                                    | Épreuve              | Séries        | Séries      | Demi-finale  | Demi-finale | Finale           | Finale    |
| Athlète(s)                                                    | Épreuve              | Temps         | Rang        | Temps        | Rang        | Temps            | Rang      |
| ------------------------------------------------------------- | -------------------- | ------------- | ----------- | ------------ | ----------- | ---------------- | --------- |
| Anna Hopkin                                                   | 50 m nage libre      | 24 s 72       | 15 Q        | 24 s 50      | 10e         | Éliminée         | Éliminée  |
| Anna Hopkin                                                   | 100 m nage libre     | 53 s 67       | 10 Q        | 53 s 74      | 11e         | Éliminée         | Éliminée  |
| Kathleen Dawson                                               | 100 m dos            | 1 min 0 s 69  | 18e         | Éliminée     | Éliminée    | Éliminée         | Éliminée  |
| Medi Harris                                                   | 100 m dos            | 1 min 0 s 85  | 19e         | Éliminée     | Éliminée    | Éliminée         | Éliminée  |
| Honey Osrin                                                   | 200 m dos            | 2 min 9 s 57  | 5 Q         | 2 min 7 s 84 | 3 Q         | 2 min 8 s 16     | 7e        |
| Katie Shanahan                                                | 200 m dos            | 2 min 9 s 92  | 11 Q        | 2 min 8 s 52 | 7 Q         | 2 min 7 s 53     | 5e        |
| Angharad Evans                                                | 100 m brasse         | 1 min 6 s 38  | 12 Q        | 1 min 5 s 99 | 6 Q         | 1 min 5 s 85     | 6e        |
| Keanna Macinnes                                               | 100 m papillon       | 57 s 90       | 16 Q        | 58 s 11      | 16e         | Éliminée         | Éliminée  |
| Keanna Macinnes                                               | 200 m papillon       | 2 min 8 s 46  | 7 Q         | 2 min 8 s 04 | 9e          | Éliminée         | Éliminée  |
| Laura Stephens                                                | 200 m papillon       | 2 min 10 s 46 | 14 Q        | 2 min 7 s 53 | 8 Q         | 2 min 8 s 82     | 8e        |
| Abbie Wood                                                    | 200 m 4 nages        | 2 min 10 s 95 | 7 Q         | 2 min 9 s 64 | 4 Q         | 2 min 9 s 51     | 5e        |
| Freya Colbert                                                 | 200 m 4 nages        | 2 min 12 s 88 | 18e         | Éliminée     | Éliminée    | Éliminée         | Éliminée  |
| Freya Colbert                                                 | 400 m 4 nages        | 4 min 37 s 62 | 4 Q         | Non disputé  | Non disputé | 4 min 35 s 67    | 4e        |
| Katie Shanahan                                                | 400 m 4 nages        | 4 min 40 s 40 | 8 Q         | Non disputé  | Non disputé | 4 min 40 s 17    | 7e        |
| Anna Hopkin Eva Okaro Lucy Hope Freya Anderson                | 4 × 100 m nage libre | 3 min 36 s 13 | 7 Q         | Non disputé  | Non disputé | 3 min 35 s 25    | 7e        |
| Freya Colbert Abbie Wood Freya Anderson Lucy Hope Medi Harris | 4 × 200 m nage libre | 7 min 53 s 49 | 7 Q         | Non disputé  | Non disputé | 7 min 48 s 23    | 5e        |
| Kathleen Dawson Angharad Evans Keanna Macinnes Anna Hopkin    | 4 × 100 m 4 nages    | 3 min 58 s 34 | 10e         | Non disputé  | Non disputé | Éliminées        | Éliminées |
| Leah Crisp                                                    | 10 km en eau libre   | Non disputé   | Non disputé | Non disputé  | Non disputé | 2 h 7 min 46 s 7 | 20e       |

| Athlètes                                                                    | Épreuve           | Série         | Série | Finale        | Finale |
| Athlètes                                                                    | Épreuve           | Temps         | Rang  | Temps         | Rang   |
| --------------------------------------------------------------------------- | ----------------- | ------------- | ----- | ------------- | ------ |
| Kathleen Dawson James Wilby Duncan Scott Anna Hopkin Joe Litchfield (série) | 4 × 100 m 4 nages | 3 min 43 s 73 | 5 Q   | 3 min 44 s 31 | 7e     |

### Natation artistique
| Athlètes                      | Compétition | Routine technique | Routine technique | Routine libre | Routine libre | Total    | Rang                               |
| Athlètes                      | Compétition | Points            | Rang              | Points        | Rang          | Total    | Rang                               |
| ----------------------------- | ----------- | ----------------- | ----------------- | ------------- | ------------- | -------- | ---------------------------------- |
| Kate Shortman Isabelle Thorpe | Duo         | 264,0282          | 4e                | 294,5085      | 1er           | 558,5367 | Médaille d'argent, Jeux olympiques |

### Pentathlon moderne
Légende
- Q : Qualifié(e) pour le tour suivant
- RO : Record olympique

| Athlète       | Compétition | Compétition | Tour de classement | Tour de classement | Tour de classement | Équitation (saut d'obstacles) | Équitation (saut d'obstacles) | Équitation (saut d'obstacles) | Escrime (épée) | Escrime (épée) | Escrime (épée) | Natation (200 m nage libre) | Natation (200 m nage libre) | Natation (200 m nage libre) | Laser-Run (course + tir) | Laser-Run (course + tir) | Laser-Run (course + tir) | Total   | Rang    |         |
| Athlète       | Compétition | Compétition | Vict.              | Déf.               | Rang               | Temps                         | Points                        | Rang                          | BR             | Points         | Rang           | Temps                       | Points                      | Rang                        | Temps                    | Points                   | Rang                     | Total   | Rang    |         |
| ------------- | ----------- | ----------- | ------------------ | ------------------ | ------------------ | ----------------------------- | ----------------------------- | ----------------------------- | -------------- | -------------- | -------------- | --------------------------- | --------------------------- | --------------------------- | ------------------------ | ------------------------ | ------------------------ | ------- | ------- | ------- |
| Charles Brown | Hommes      | Demi-finale | 14                 | 21                 | 27e                | 62 s 67                       | 300                           | 1er                           | 0              | 195            | 16e            | 2 min 2 s 45                | 306                         | 8e                          | 10 min 7 s 85            | 693                      | 2e                       | 1 494   | 10e     |         |
| Charles Brown | Hommes      | Finale      | -                  | -                  | -                  | Éliminé                       | Éliminé                       | Éliminé                       | Éliminé        | Éliminé        | Éliminé        | Éliminé                     | Éliminé                     | Éliminé                     | Éliminé                  | Éliminé                  | Éliminé                  | Éliminé | Éliminé | Éliminé |
| Joseph Choong | Hommes      | Demi-finale | 14                 | 21                 | 29e                | 57 s 86                       | 286                           | 12e                           | 8              | 203            | 12e            | 1 min 58 s 71               | 313                         | 1er                         | 10 min 5 s 18            | 695                      | 1er                      | 1 497   | 8 Q     |         |
| Joseph Choong | Hommes      | Finale      | -                  | -                  | -                  | 61 s 07                       | 293                           | 7e                            | 4              | 199            | 17e            | 1 min 57 s 52               | 315                         | 1er                         | 9 min 48 s 09            | 712                      | 4e                       | 1 519   | 9e      |         |

| Athlète        | Compétition | Compétition | Tour de classement | Tour de classement | Tour de classement | Équitation (saut d'obstacles) | Équitation (saut d'obstacles) | Équitation (saut d'obstacles) | Escrime (épée) | Escrime (épée) | Escrime (épée) | Natation (200 m nage libre) | Natation (200 m nage libre) | Natation (200 m nage libre) | Laser-Run (course + tir) | Laser-Run (course + tir) | Laser-Run (course + tir) | Total    | Rang |    |
| Athlète        | Compétition | Compétition | Vict.              | Déf.               | Rang               | Temps                         | Points                        | Rang                          | BR             | Points         | Rang           | Temps                       | Points                      | Rang                        | Temps                    | Points                   | Rang                     | Total    | Rang |    |
| -------------- | ----------- | ----------- | ------------------ | ------------------ | ------------------ | ----------------------------- | ----------------------------- | ----------------------------- | -------------- | -------------- | -------------- | --------------------------- | --------------------------- | --------------------------- | ------------------------ | ------------------------ | ------------------------ | -------- | ---- | -- |
| Kerenza Bryson | Femmes      | Demi-finale | 21                 | 14                 | 5e                 | 59 s 83                       | 300                           | 3e                            | 4              | 234            | 2e             | 2 min 20 s 92               | 269                         | 14e                         | 11 min 41 s 88           | 599                      | 7e                       | 1 402 RO | 1 Q  |    |
| Kerenza Bryson | Femmes      | Finale      | -                  | -                  | -                  | 0                             | 230                           | 4e                            | 2 min 21 s 77  | 267            | 15e            | 11 min 19 s 12              | 621                         | 10e                         | 62 s 27                  | 286                      | 15e                      | 1 404    | 9e   |    |
| Kate French    | Femmes      | Demi-finale | 23                 | 12                 | 3e                 | 60 s 65                       | 293                           | 7e                            | 0              | 240            | 1er            | 2 min 15 s 56               | 279                         | 6e                          | 11 min 54 s 55           | 586                      | 11e                      | 1 398    | 5 Q  |    |
| Kate French    | Femmes      | Finale      | -                  | -                  | -                  | RT                            | RT                            | RT                            | RT             | RT             | RT             | RT                          | RT                          | RT                          | RT                       | RT                       | RT                       | RT       | RT   | RT |

### Plongeon
Légende
- Q : Qualifié(e) pour le tour suivant

| Athlète(s)                   | Compétition                 | Tour préliminaire | Tour préliminaire | Demi-finale | Demi-finale | Finale | Finale                              |
| Athlète(s)                   | Compétition                 | Points            | Rang              | Points      | Rang        | Points | Rang                                |
| ---------------------------- | --------------------------- | ----------------- | ----------------- | ----------- | ----------- | ------ | ----------------------------------- |
| Jack Laugher                 | Tremplin à 3 m              | 469,30            | 3 Q               | 467,05      | 3 Q         | 410,95 | 7e                                  |
| Jordan Houlden               | Tremplin à 3 m              | 448,20            | 4 Q               | 445,55      | 5 Q         | 425,75 | 5e                                  |
| Noah Williams                | Haut-vol à 10 m             | 446,70            | 8 Q               | 400,90      | 12 Q        | 497,35 | Médaille de bronze, Jeux olympiques |
| Kyle Kothari                 | Haut-vol à 10 m             | 433,10            | 9 Q               | 443,55      | 6 Q         | 401,55 | 11e                                 |
| Anthony Harding Jack Laugher | Tremplin à 3 m synchronisé  | Non disputé       | Non disputé       | Non disputé | Non disputé | 438,15 | Médaille de bronze, Jeux olympiques |
| Thomas Daley Noah Williams   | Haut-vol à 10 m synchronisé | Non disputé       | Non disputé       | Non disputé | Non disputé | 463,44 | Médaille d'argent, Jeux olympiques  |

| Athlète(s)                             | Compétition                 | Tour préliminaire | Tour préliminaire | Demi-finale | Demi-finale | Finale   | Finale                              |
| Athlète(s)                             | Compétition                 | Points            | Rang              | Points      | Rang        | Points   | Rang                                |
| -------------------------------------- | --------------------------- | ----------------- | ----------------- | ----------- | ----------- | -------- | ----------------------------------- |
| Yasmin Harper                          | Tremplin à 3 m              | 295,75            | 9 Q               | 278,90      | 12 Q        | 305,10   | 5e                                  |
| Grace Reid                             | Tremplin à 3 m              | 303,25            | 5 Q               | 290,05      | 7 Q         | 275,80   | 10e                                 |
| Andrea Spendolini-Sirieix              | Haut-vol à 10 m             | 320,80            | 4 Q               | 367,00      | 3 Q         | 344,50   | 6e                                  |
| Lois Toulson                           | Haut-vol à 10 m             | 299,60            | 8 Q               | 278,50      | 13e         | Éliminée | Éliminée                            |
| Yasmin Harper Scarlett Mew Jensen      | Tremplin à 3 m synchronisé  | Non disputé       | Non disputé       | Non disputé | Non disputé | 302,28   | Médaille de bronze, Jeux olympiques |
| Andrea Spendolini-Sirieix Lois Toulson | Haut-vol à 10 m synchronisé | Non disputé       | Non disputé       | Non disputé | Non disputé | 304,38   | Médaille de bronze, Jeux olympiques |

### Rugby à sept
Légende
- Q : Qualifié(e) pour le tour suivant
- V : Victoire
- D : Défaite

| Épreuve         | Phase de poules     | Phase de poules     | Phase de poules        | Phase de poules | Quart de finale / MC | Demi-finale / MC         | Finale / 3e / MC           | Rang |
| Épreuve         | Adversaire Résultat | Adversaire Résultat | Adversaire Résultat    | Rang            | Adversaire Résultat  | Adversaire Résultat      | Adversaire Résultat        | Rang |
| --------------- | ------------------- | ------------------- | ---------------------- | --------------- | -------------------- | ------------------------ | -------------------------- | ---- |
| Tournoi féminin | Irlande V 21–12     | Australie D 5–36    | Afrique du Sud V 26–17 | 2 Q             | États-Unis D 7–17    | Finale 5-8 Chine D 15–19 | Finale 7-8 Irlande V 28–12 | 7e   |

Équipe féminine de rugby :
- 1 - Lisa Thomson
- 2 - Jade Shekells
- 3 - Ellie Boatman
- 4 - Grace Crompton
- 5 - Heather Cowell
- 6 - Lauren Torley
- 7 - Emma Uren (en)
- 8 - Ellie Kildunne
- 9 - Isla Norman-Bell (en)
- 10 - Megan Jones
- 11 - Jasmine Joyce
- 12 - Amy Wilson-Hardy (en)
- 13 - Abigail Burton
- 14 - Kayleigh Powell

### Skateboard
Légende
- Q : Qualifié(e) pour le tour suivant

| Athlète        | Compétition | Préliminaire | Préliminaire | Préliminaire | Préliminaire | Finale   | Finale   | Finale   | Finale                              |
| Athlète        | Compétition | Course 1     | Course 2     | Course 3     | Rang         | Course 1 | Course 2 | Course 3 | Rang                                |
| -------------- | ----------- | ------------ | ------------ | ------------ | ------------ | -------- | -------- | -------- | ----------------------------------- |
| Andy Macdonald | Hommes      | 72,07        | 76,61        | 77,66        | 18e          | Éliminé  | Éliminé  | Éliminé  | Éliminé                             |
| Sky Brown      | Femmes      | 84,75        | 71,55        | 10,66        | 4 Q          | 80,57    | 91,60    | 92,31    | Médaille de bronze, Jeux olympiques |
| Lola Tambling  | Femmes      | 73,85        | 53,05        | 10,50        | 15e          | Éliminée | Éliminée | Éliminée | Éliminée                            |

### Taekwondo
Légende
- V : Victoire
- D : Défaite

| Athlète          | Catégorie      | Éliminatoires                 | Quart de finale                  | Demi-finale                      | Repêchage           | Finale / CB                  | Rang                               |
| Athlète          | Catégorie      | Adversaire Résultat           | Adversaire Résultat              | Adversaire Résultat              | Adversaire Résultat | Adversaire Résultat          | Rang                               |
| ---------------- | -------------- | ----------------------------- | -------------------------------- | -------------------------------- | ------------------- | ---------------------------- | ---------------------------------- |
| Bradly Sinden    | Moins de 68 kg | Kassman (PNG) V 12–0, 15–3    | Golubić (CRO) V 8–6, 9–11, 18–10 | Kareem (JOR) D 2–1, 2–4, 2–10    | Non disputé         | Liang (CHN) D RT             | 5e                                 |
| Caden Cunningham | Plus de 80 kg  | Issoufou (NIG) V 6–5, 0–0 WSU | Alba (CUB) V 0–0 WSU, 0–4, 4–2   | Cissé (CUB) V 11–6, 5–7, 5–5 WSU | Non disputé         | Salimi (IRI) D 6–3, 1–9, 3–6 | Médaille d'argent, Jeux olympiques |

| Athlète         | Catégorie      | Éliminatoires                    | Quart de finale            | Demi-finale         | Repêchage                | Finale / CB               | Rang |
| Athlète         | Catégorie      | Adversaire Résultat              | Adversaire Résultat        | Adversaire Résultat | Adversaire Résultat      | Adversaire Résultat       | Rang |
| --------------- | -------------- | -------------------------------- | -------------------------- | ------------------- | ------------------------ | ------------------------- | ---- |
| Jade Jones      | Moins de 57 kg | Reljiḱ (MKD) D 6–7, 5–4, 1–1 LSU | Éliminée                   | Éliminée            | Éliminée                 | Éliminée                  | 11e  |
| Rebecca McGowan | Plus de 67 kg  | Traill (FIJ) V 13–0, 13–0        | Osipova (UZB) D 6–14, 2–14 | Non disputé         | Bathily (CIV) V 1–0, 2–0 | Kuş (TUR) D 9–7, 2–4, 2–6 | 5e   |

### Tennis
Légende
- V : Victoire
- D : Défaite

| Joueur (n° de tête de série) | Compétition | 32e de finale                  | 16e de finale                    | 8e de finale        | Quarts de finale    | Demi-finale         | Finale / MB         |
| Joueur (n° de tête de série) | Compétition | Adversaire Résultat            | Adversaire Résultat              | Adversaire Résultat | Adversaire Résultat | Adversaire Résultat | Adversaire Résultat |
| ---------------------------- | ----------- | ------------------------------ | -------------------------------- | ------------------- | ------------------- | ------------------- | ------------------- |
| Jack Draper                  | Hommes      | Nishikori (JPN) V 6–1, 6–4     | Fritz (USA) D 7–6(7–3), 3–6, 2–6 | Éliminé             | Éliminé             | Éliminé             | 17e                 |
| Daniel Evans                 | Hommes      | Echargui (TUN) V 6–2, 4–6, 6–2 | Tsitsipas (GRE) D 1–6, 2–6       | Éliminé             | Éliminé             | Éliminé             | 17e                 |
| Katie Boulter                | Femmes      | Schmiedlová (SVK) D 4–6, 2–6   | Éliminée                         | Éliminée            | Éliminée            | Éliminée            | 33e                 |

| Joueurs (n° de tête de série)  | Compétition | 16e de finale                                    | 8e de finale                                         | Quarts de finale                  | Demi-finale          | Finale / MB          |
| Joueurs (n° de tête de série)  | Compétition | Adversaires Résultat                             | Adversaires Résultat                                 | Adversaires Résultat              | Adversaires Résultat | Adversaires Résultat |
| ------------------------------ | ----------- | ------------------------------------------------ | ---------------------------------------------------- | --------------------------------- | -------------------- | -------------------- |
| Joe Salisbury Neal Skupski (5) | Hommes      | Macháč / Pavlásek (CZE) D 6–4, 3–6, [8-10]       | Éliminés                                             | Éliminés                          | Éliminés             | 17e                  |
| Andy Murray Daniel Evans       | Hommes      | Daniel / Nishikori (JPN) V 2–6, 7–6(7–5), [11-9] | Gillé / Vliegen (BEL) V 6–3, 6–7(8–10), [11-9]       | Fritz / Paul (USA) D 2–6, 4–6     | Éliminés             | 5e                   |
| Katie Boulter Heather Watson   | Femmes      | Kerber / Siegemund (GER) V 6–2, 6–3              | Haddad Maia / Stefani (BRA) V 6–3, 6–4               | Errani / Paolini (ITA) D 3–6, 1–6 | Éliminées            | 5e                   |
| Joe Salisbury Heather Watson   | Mixte       | Non disputé                                      | Dabrowski / Auger-Aliassime (CAN) D 5–7, 6–4, [3–10] | Éliminés                          | Éliminés             | 9e                   |

### Tennis de table
Légende
- V : Victoire
- D : Défaite

| Athlète(s)     | Compétition | 32e de finale          | 16e de finale          | 8e de finale           | Quart de finale        | Demi-finale            | Finale / MB            | Rang |
| Athlète(s)     | Compétition | Adversaire(s) Résultat | Adversaire(s) Résultat | Adversaire(s) Résultat | Adversaire(s) Résultat | Adversaire(s) Résultat | Adversaire(s) Résultat | Rang |
| -------------- | ----------- | ---------------------- | ---------------------- | ---------------------- | ---------------------- | ---------------------- | ---------------------- | ---- |
| Liam Pitchford | Hommes      | Wu (FIJ) V 4–0         | Jorgić (SLO) D 2–4     | Éliminé                | Éliminé                | Éliminé                | Éliminé                | 17e  |
| Anna Hursey    | Femmes      | Batra (IND) D 1–4      | Éliminée               | Éliminée               | Éliminée               | Éliminée               | Éliminée               | 33e  |

### Tir
Légende
- Q : Qualifié(e) pour le tour suivant
- RO : Record olympique

| Athlète               | Compétition                  | Qualification | Qualification | Finale  | Finale                         |
| Athlète               | Compétition                  | Points        | Rang          | Points  | Rang                           |
| --------------------- | ---------------------------- | ------------- | ------------- | ------- | ------------------------------ |
| Michael Bargeron      | Carabine à 10 m air comprimé | 620,7         | 47e           | Éliminé | Éliminé                        |
| Michael Bargeron      | Carabine à 50 m 3 positions  | 584           | 29e           | Éliminé | Éliminé                        |
| Matthew Coward-Holley | Fosse olympique              | 117           | 25e           | Éliminé | Éliminé                        |
| Nathan Hales          | Fosse olympique              | 123           | 2 Q           | 48 RO   | Médaille d'or, Jeux olympiques |

| Athlète          | Compétition                  | Qualification | Qualification | Finale   | Finale                             |
| Athlète          | Compétition                  | Points        | Rang          | Points   | Rang                               |
| ---------------- | ---------------------------- | ------------- | ------------- | -------- | ---------------------------------- |
| Seonaid McIntosh | Carabine à 10 m air comprimé | 624,5         | 37e           | Éliminée | Éliminée                           |
| Seonaid McIntosh | Carabine à 50 m 3 positions  | 586           | 12e           | Éliminée | Éliminée                           |
| Lucy Hall        | Fosse olympique              | 117           | 14e           | Éliminée | Éliminée                           |
| Amber Rutter     | Skeet                        | 122           | 2 Q           | 55+6     | Médaille d'argent, Jeux olympiques |

| Athlètes                          | Compétition                  | Qualification | Qualification | Finale / MB          | Finale / MB |
| Athlètes                          | Compétition                  | Points        | Rang          | Adversaires Résultat | Rang        |
| --------------------------------- | ---------------------------- | ------------- | ------------- | -------------------- | ----------- |
| Michael Bargeron Seonaid McIntosh | Carabine à 10 m air comprimé | 622,1         | 26e           | Éliminés             | Éliminés    |

### Tir à l'arc
Légende
- V : Victoire
- D : Défaite

| Athlète       | Compétition | Tour préliminaire | Tour préliminaire | 32e de finale         | 16e de finale       | 8e de finale        | Quart de finale     | Demi-finale         | Finale / MB         | Rang |
| Athlète       | Compétition | Points            | Rang              | Adversaire Résultat   | Adversaire Résultat | Adversaire Résultat | Adversaire Résultat | Adversaire Résultat | Adversaire Résultat | Rang |
| ------------- | ----------- | ----------------- | ----------------- | --------------------- | ------------------- | ------------------- | ------------------- | ------------------- | ------------------- | ---- |
| Conor Hall    | Hommes      | 652               | 46e               | Valladont (FRA) V 6–4 | T Hall (GBR) D 5–6  | Éliminé             | Éliminé             | Éliminé             | Éliminé             | 17e  |
| Tom Hall      | Hommes      | 645               | 51e               | Rai (IND) V 6–4       | C Hall (GBR) V 6–5  | Unruh (GER) D 3–7   | Éliminé             | Éliminé             | Éliminé             | 9e   |
| Alex Wise     | Hommes      | 664               | 27e               | Li (CHN) V 6–4        | Addis (FRA) D 3–7   | Éliminé             | Éliminé             | Éliminé             | Éliminé             | 17e  |
| Megan Havers  | Femmes      | 635               | 49e               | Canales (ESP) V 6–0   | Cordeau (FRA) V 6–5 | Lim (KOR) D 1–7     | Éliminée            | Éliminée            | Éliminée            | 9e   |
| Penny Healey  | Femmes      | 631               | 52e               | Jeon (KOR) D 2–6      | Éliminée            | Éliminée            | Éliminée            | Éliminée            | Éliminée            | 33e  |
| Bryony Pitman | Femmes      | 646               | 41e               | Ruiz (MEX) V 6–2      | Li (CHN) D 0–6      | Éliminée            | Éliminée            | Éliminée            | Éliminée            | 17e  |

| Athlètes                                | Compétition | Tour préliminaire | Tour préliminaire | 8e de finale         | Quart de finale      | Demi-finale          | Finale / MB          | Rang |
| Athlètes                                | Compétition | Points            | Rang              | Adversaires Résultat | Adversaires Résultat | Adversaires Résultat | Adversaires Résultat | Rang |
| --------------------------------------- | ----------- | ----------------- | ----------------- | -------------------- | -------------------- | -------------------- | -------------------- | ---- |
| Conor Hall Tom Hall Alex Wise           | Hommes      | 1 961             | 12e               | Taipei chinois D 0–6 | Éliminées            | Éliminées            | Éliminées            | 9e   |
| Megan Havers Penny Healey Bryony Pitman | Femmes      | 1912              | 11e               | Allemagne D 0–6      | Éliminées            | Éliminées            | Éliminées            | 9e   |
| Alex Wise Bryony Pitman                 | Mixte       | 1310              | 19e               | Éliminés             | Éliminés             | Éliminés             | Éliminés             | 19e  |

### Triathlon
| Athlète              | Compétition | Natation (1,5 km) | Transition 1 | Vélo (40 km) | Transition 2 | Course (10 km) | Temps total     | Rang                                |
| -------------------- | ----------- | ----------------- | ------------ | ------------ | ------------ | -------------- | --------------- | ----------------------------------- |
| Sam Dickinson        | Hommes      | 20 min 52 s       | 47 s         | 51 min 43 s  | 22 s         | NPT            | NPT             | NPT                                 |
| Alex Yee             | Hommes      | 20 min 37 s       | 50 s         | 51 min 57 s  | 22 s         | 29 min 47 s    | 1 h 43 min 33 s | Médaille d'or, Jeux olympiques      |
| Beth Potter          | Femmes      | 22 min 25 s       | 54 s         | 58 min 26 s  | 26 s         | 32 min 59 s    | 1 h 55 min 10 s | Médaille de bronze, Jeux olympiques |
| Georgia Taylor-Brown | Femmes      | 22 min 41 s       | 53 s         | 58 min 12 s  | 29 s         | 34 min 20 s    | 1 h 56 min 35 s | 6e                                  |
| Kate Waugh           | Femmes      | 24 min 17 s       | 51 s         | 57 min 39 s  | 28 s         | 34 min 33 s    | 1 h 57 min 48 s | 15e                                 |

| Athlète(s)           | Natation (300 m) | Transition 1 | Vélo (8 km) | Transition 2 | Course (2 km) | Temps (athlète) | Rang                                |
| -------------------- | ---------------- | ------------ | ----------- | ------------ | ------------- | --------------- | ----------------------------------- |
| Alex Yee             | 4 min 13 s       | 1 min 4 s    | 9 min 36 s  | 26 s         | 4 min 44 s    | 20 min 3 s      | -                                   |
| Georgia Taylor-Brown | 4 min 54 s       | 1 min 6 s    | 10 min 40 s | 27 s         | 5 min 38 s    | 22 min 45 s     | -                                   |
| Sam Dickinson        | 4 min 22 s       | 1 min 1 s    | 9 min 39 s  | 24 s         | 4 min 58 s    | 20 min 18 s     | -                                   |
| Beth Potter          | 4 min 53 s       | 1 min 6 s    | 10 min 31 s | 25 s         | 5 min 39 s    | 22 min 34 s     | -                                   |
| Total                | -                | -            | -           | -            | -             | 1 h 25 min 40 s | Médaille de bronze, Jeux olympiques |

### Voile
Nota : le résultat barré est le plus mauvais de l’athlète concerné. Il n’est pas pris en compte dans le total.
| Athlète(s)                 | Compétition         | Régates | Régates | Régates | Régates | Régates | Régates | Régates | Régates | Régates | Régates | Régates     | Régates     | Régates | Total net | Classement |
| Athlète(s)                 | Compétition         | 1       | 2       | 3       | 4       | 5       | 6       | 7       | 8       | 9       | 10      | 11          | 12          | CM      | Total net | Classement |
| -------------------------- | ------------------- | ------- | ------- | ------- | ------- | ------- | ------- | ------- | ------- | ------- | ------- | ----------- | ----------- | ------- | --------- | ---------- |
| Michael Beckett            | Laser hommes        | 19      | 9       | 15      | 8       | 4       | 4       | BFD     | 8       | Annulé  | Annulé  | Non disputé | Non disputé | 20      | 87        | 6e         |
| Hannah Snellgrove          | Laser Radial femmes | 17      | 20      | 6       | 1       | 1       | 14      | 20      | 29      | 32      | Annulé  | Non disputé | Non disputé | El      | 108       | 12e        |
| James Peters Fynn Sterritt | 49er hommes         | 18      | 11      | 13      | 6       | 5       | 4       | 5       | 11      | 1       | 19      | 6           | 5           | 14      | 99        | 7e         |
| Freya Black Saskia Tidey   | 49er FX femmes      | 9       | 16      | 8       | UFD     | 14      | 19      | 9       | 14      | 13      | 9       | 15          | 4           | El      | 120       | 16e        |
| Chris Grube Vita Heathcote | 470 mixte           | 2       | 16      | 8       | 5       | 12      | UFD     | 15      | 7       | Annulé  | Annulé  | Non disputé | Non disputé | El      | 65        | 11e        |
| John Gimson Anna Burnet    | Nacra 17 mixte      | 8       | 4       | 6       | 3       | 4       | 9       | 4       | 5       | 4       | 5       | 14          | 1           | 3       | 69        | 4e         |

| Athlète(s)        | Compétition         | Régates | Régates | Régates | Régates | Régates | Régates | Régates | Régates | Régates | Régates | Régates | Régates | Régates | Régates | Régates | Régates | Régates     | Régates     | Régates     | Régates     | Points nets | Rang | Régates  | Régates  | Régates     | Régates     | Régates     | Régates     | Régates     | Régates | Régates     | Régates     | Régates     | Régates     | Régates     | Rang final                          |
| Athlète(s)        | Compétition         | 1       | 2       | 3       | 4       | 5       | 6       | 7       | 8       | 9       | 10      | 11      | 12      | 13      | 14      | 15      | 16      | 17          | 18          | 19          | 20          | Points nets | Rang | QF       | DF1      | DF2         | DF3         | DF4         | DF5         | DF6         | F1      | F2          | F3          | F4          | F5          | F6          | Rang final                          |
| ----------------- | ------------------- | ------- | ------- | ------- | ------- | ------- | ------- | ------- | ------- | ------- | ------- | ------- | ------- | ------- | ------- | ------- | ------- | ----------- | ----------- | ----------- | ----------- | ----------- | ---- | -------- | -------- | ----------- | ----------- | ----------- | ----------- | ----------- | ------- | ----------- | ----------- | ----------- | ----------- | ----------- | ----------------------------------- |
| Sam Sills         | IQFoil hommes       | 21      | 6       | 9       | 7       | 16      | 6       | 7       | 9       | 4       | 15      | 7       | 6       | 12      | Annulé  | Annulé  | Annulé  | Annulé      | Annulé      | Annulé      | Annulé      | 88          | 8 QF | 2Q       | 4        | Non disputé | Non disputé | Non disputé | Non disputé | Non disputé | Éliminé | Éliminé     | Éliminé     | Éliminé     | Éliminé     | Éliminé     | 5e                                  |
| Emma Wilson       | IQFoil femmes       | 1       | 2       | 1       | 2       | 17      | 1       | 1       | 1       | 1       | 3       | 1       | 1       | 3       | 3       | Annulé  | Annulé  | Annulé      | Annulé      | Annulé      | Annulé      | 18          | 1 F  | Exemptée | Exemptée | Non disputé | Non disputé | Non disputé | Non disputé | Non disputé | 3       | Non disputé | Non disputé | Non disputé | Non disputé | Non disputé | Médaille de bronze, Jeux olympiques |
| Connor Bainbridge | Formula Kite hommes | 4       | 8       | 3       | 7       | 7       | 11      | 11      | Annulé  | Annulé  | Annulé  | Annulé  | Annulé  | Annulé  | Annulé  | Annulé  | Annulé  | Non disputé | Non disputé | Non disputé | Non disputé | 29          | 8 DF | -        | 3        | Non disputé | Non disputé | Non disputé | Non disputé | Non disputé | Éliminé | Éliminé     | Éliminé     | Éliminé     | Éliminé     | Éliminé     | 8e                                  |
| Ellie Aldridge    | Formula Kite femmes | 1       | 2       | 2       | 3       | 4       | 21      | Annulé  | Annulé  | Annulé  | Annulé  | Annulé  | Annulé  | Annulé  | Annulé  | Annulé  | Annulé  | Non disputé | Non disputé | Non disputé | Non disputé | 12          | 2 F  | -        | Exemptée | Exemptée    | Exemptée    | Exemptée    | Exemptée    | Exemptée    | 1       | 1           | Non disputé | Non disputé | Non disputé | Non disputé | Médaille d'or, Jeux olympiques      |